# トヨタ・アクア
アクア（AQUA）は、トヨタ自動車が製造・販売するハッチバック型のハイブリッド車である。

## 概要
トヨタにとっては2003年に行われたプリウス初のモデルチェンジ以来、8年ぶりに復活した「5ナンバーサイズ」のコンパクトハイブリッド車。販売は他のトヨタ製ハイブリッド専用車種と同様に、全てのトヨタ車取扱い店舗（トヨタ店・トヨペット店・カローラ店・ネッツ店）となる。車両の製作は、日本国内・国外市場向けともにトヨタ自動車東日本（TMEJ）の岩手工場（旧・関東自動車工業岩手工場：岩手県胆沢郡金ケ崎町）が担当する。
翌2012年3月には北米・台湾・オセアニア市場で、また2018年5月からは韓国でも販売が開始されたが、海外市場ではトヨタ製ハイブリッド専用車として「PRIUS（プリウス）」の車名が浸透している事もあり、コンセプトカーに用いられた「PRIUS c（プリウスc）」の車名が付与されている。2021年5月までの累計販売実績はグローバルで約187万台となっている。
欧州市場においては、アクアと同型のBプラットフォームを採用している「ヴィッツ（XP13#型）」にアクアのハイブリッドシステムを搭載した「YARIS HYBRID（ヤリス・ハイブリッド）」が2012年6月より販売され、アクア（プリウスc）のポジションを担っている。
2021年7月に初のフルモデルチェンジを発表。2代目へ移行した。

## 初代 NHP10型（2011年 - 2021年）

### メカニズム

#### パッケージング
日本の法規上では小型乗用車（5ナンバー）に分類されるサイズの5ドアハッチバック型のボディにハイブリッドシステム（スプリット方式）を組み合わせた実用ハイブリッドコンパクトカーである。
ボディデザインは「トライアングル・シルエット」と称される、同社を代表するハイブリッド乗用車「プリウス（ZVW30型）」の流れを汲むもので、それらと同様にフロントウインドウが大きく寝かされたワンモーションフォルムを採用している。さらに前面投影面積の低減とボディ剛性の向上を目的に中央部を凹ませたパゴダルーフも採用されている。そして、空気抵抗の大幅な低減とハイブリッドシステムの搭載によって増加する車体重量の低減を目的として全高を1,445mmと低く抑えたため、それに従ってシートの着座位置も地面より530mmと低くなっている。その結果、Cd値（空気抵抗係数）は0.28とプリウス（W30型：Cd値0.25）には及ばないものの、同クラスの小型乗用車では空気抵抗が最も低く抑えられている。なお、車内空間に至ってはW30型プリウスよりも頭上空間等は広い。
| 仕様     | L、S、G          | L、S、G          | L、S、G         | X-URBAN         |
| 販売期間 | 2011/12- 2014/12 | 2014/12- 2017/6  | 2017/6- 2021/7  | 2014/12- 2017/6 |
| -------- | ---------------- | ---------------- | --------------- | --------------- |
| 全長     | 3,995            | 3,995            | 4,050           | 4,030           |
| 全幅     | 1,695            | 1,695            | 1,695           | 1,695           |
| 全高     | 1,445            | 1,455            | 1,455           | 1,490           |
| 仕様     | Crossover        | G's              | G's             | GR SPORT        |
| 販売期間 | 2017/6- 2021/7   | 2013/11- 2014/12 | 2014/12- 2017/6 | 2017/11- 2021/7 |
| 全長     | 4,060            | 4,055            | 4,055           | 4,070           |
| 全幅     | 1,715            | 1,695            | 1,695           | 1,695           |
| 全高     | 1,490-1,500      | 1,420            | 1,430           | 1,440-1,455     |

シャシー（車台）は小型車専用のトヨタ・Bプラットフォームで、ラクティス（P120型）に先行採用されたホイールベースが2,550mmのものをベースとしており、車体の後輪前部（ガソリンタンク前部・リアシート底部）を駆動用バッテリー搭載のため大幅に設計変更している。重量物である駆動用バッテリーを後部座席下という車体の重心近くにマウントしたことで前後重量バランスの最適化とリアタイヤの接地性が高まり、それらと全高の低いボディの組み合わせによってハイレベルなコーナリング性能と直進安定性を実現している。ゆえに車両の運動性能は同クラスの小型実用車の中でも極めて高い水準にある。さらに実用面では、他のハイブリッド車では犠牲となっていたラゲッジルームの容量と使い勝手の良さを非ハイブリッド車並みに成立させることにも成功している。

#### パワートレイン
ハイブリッドシステム（THS）はZVW30型プリウス（1.8L、3ナンバー）と同様の「リダクション機構付THS-II」であるが、それと同型のシステムだとボディサイズの小さいアクアに搭載するには全体の質量が大きすぎるため、それよりも小さなNHW20型プリウス（1.5L、3ナンバー）に採用されていたTHS-IIを基本として、より小型・軽量に新規開発されたものを搭載する。
エンジンは54kW（74PS）を発生する1.5Lの「1NZ-FXE」型で、NHW20型プリウスと同様にミラーサイクルを採用するが圧縮比を13.4にまで高めるなど細部にわたって大幅な改良が施された。それに45kWを発生する新設計の1LM型電気モーターと、144V/6.5Ahのニッケル水素電池（駆動用バッテリー）が組み合わされ、こちらも小型軽量化されたPCU（パワー・コントロールユニット）によって最大520Vまで昇圧され、ハイブリッドシステムの総出力はおよそ75kWである。それらに加えてZVW30型プリウスより新たに採用された電動ウォーターポンプに排出ガス再循環システム（クールドEGR）や排気熱回収システムなど、開発当時のトヨタ製ハイブリッド車に取り込まれていた最新技術が搭載されている。その結果、システム全体でZVW30型プリウスのTHS-IIに比べて-42kgのダウンサイジングに成功し、車両重量（乾燥重量）をE160系カローラよりも軽い1,100kg以下（1,050-1,080kg）に抑えられた。これはW30型プリウスに比べて300kg以上も軽いことになる。
トランスミッションは他のTHS-II採用車と同様に電気式無段変速機となるが、シフトレバーはプリウスファミリー、ひいては純粋なトヨタのハイブリッド専用車で唯一となるゲート式フロアシフトを採用している。
後に、これらのメカニズムは同じBプラットフォームで構成される「カローラアクシオ/フィールダー」の各ハイブリッド仕様車（NKE165/165G型）にも移植された。それら向けにチューニングは行われているものの、エンジンとモーター、およびそれぞれとシステム全体の最高出力、燃料タンクと駆動用バッテリーの容量はもちろん、後部座席の下に駆動用バッテリーを配置するパッケージングに加えて、（出自がガソリン車のためでもあるが）ゲート式のフロアシフトに至るまで共通となっている。
2013年11月に行われた一部改良では、エンジンの低フリクション化やモーター・インバーターの制御改良によるハイブリッドシステムのさらなる高効率化が行われた。その結果JC08モード燃費が1.6km/L向上して37.0km/Lとなり、2015年12月に登場したトヨタの新型プリウス（ZVW50系）に抜かれるまではガソリン燃料を使用する乗用車で「世界で最も低燃費な乗用車」となっていた。
2017年6月に行われたマイナーチェンジでは、エンジンの改良やハイブリッドシステムの制御見直しを行い、「L」はJC08モード燃費で1.0km/L向上して38.0km/Lに、「S」以上のグレードは34.4km/Lとなった。

#### 環境性能
発売以来「世界トップクラスの低燃費」を宣伝しており、メーカー発表のカタログ値で最初期のNHP10型はJC08モードで全グレード35.4km/Lであった。そして2013年11月に発表された一部改良後モデルよりJC08モードで全グレードが37.0km/Lに向上し、国土交通省が発表した「燃費の良い乗用車ベスト10」では普通・小型車部門で1位となった。なお、一部改良後のNHP10型について、イードが運営するウェブサイト「e燃費」がユーザー投稿を基に算出した実用燃費は22.4 km/Lで、新型車部門・ハイブリッド車部門で1位となった。なお北米仕様モデル（プリウスC）においては、2014年モデルの燃費がアメリカ合衆国環境保護庁（EPA）規格の市街地/高速道路/複合の各モードでそれぞれ53/46/50mpgとなっている。
| 仕様     | L、S、G         | L、S、G        | X-URBAN         | Crossover      | G's             | GR SPORT        |
| 販売期間 | 2011/12- 2017/6 | 2017/6- 2021/7 | 2014/12- 2017/6 | 2017/6- 2021/7 | 2013/11- 2017/6 | 2017/11- 2021/7 |
| -------- | --------------- | -------------- | --------------- | -------------- | --------------- | --------------- |
| 車両重量 | 1,050-1,080     | 1,060-1,090    | 1,090           | 1,100          | 1,110           | 1,100-1,110     |

### ラインアップ
ここでは主要な市場についてのみ記すが、グレード呼称と構成は各市場で全く異なる。

#### 日本仕様「アクア（AQUA）」
初代モデルでは、W30型プリウスと同じく基本仕様の「S」、上級仕様の「G」、ビジネス＆廉価仕様の「L」の3グレードを基本に、2017年6月のマイナーチェンジで「X-URBAN」を見直した「Crossover」を含む4グレードを設定する。
L
最廉価モデルかつビジネス仕様。「S」からタイヤパンク応急修理キット、高遮音性ガラス（寒冷地仕様を選択した場合は装備）、スーパーUVカット/撥水ガラス（フロントドア）、ウォッシャー連動間欠リアワイパー（寒冷地仕様を選択した場合は装備）、ステアリングスイッチ、リヤパワーウインドゥ、アシストグリップ（SRSサイドエアバッグ&SRSカーテンシールドエアバッグを選択した場合は装備）が省かれている。さらに、UVカット機能付ガラス（リアドア・リアクォーター・バックドア）はグリーンに、デジタルセンターメーターのディスプレイ部はドライブモニターに、運転席はシート上下アジャスターを省いた4ウェイ仕様に、フロントシートは「S」から1kg軽量のシートバック一体式に、可倒式リアシートは一体タイプに、スピーカーは2スピーカーにそれぞれ変更され、スペアタイヤを装備する。タイヤサイズは2014年12月改良型までは全グレードで最も細く小径な165/70R14となっていたが、2017年6月改良型では他のグレードと同じ185/60R15にサイズアップされる、ホイールカバーも「L」専用品を装着するなどして軽量化（他グレードより30kg軽い1,050kg）を図った低燃費仕様となっており、2度目の改良（2013年11月）以前は10・15モードで全グレード唯一の40.0Km/Lをマークしていた。本グレードのみすべての「パッケージオプション」が選択不可となり、内装色はナチュラルグレーのみで、ボディカラーはスーパーホワイトII、シルバーメタリック、ブラックマイカの3色のみとなる。なお、前・2014年12月改良型はクールソーダメタリックを加えた4色が設定されていた。
S
最量販グレードとなる標準仕様。「L」からの変更点は、タイヤパンク応急修理キット、高遮音性UVカット機能付ウインドシールドグリーンガラス（合わせ）、スーパーUVカット/撥水フロントドアグリーンガラス、UVカット機能付プライバシーガラス（リヤドア・リヤクォーター・バックドア）、時間調整式ウォッシャー連動間欠フロントワイパー（ミスト付）、ウォッシャー連動間欠リアワイパー、テレスコピック機能付チルトステアリング、ステアリングスイッチ（マルチインフォメーション操作・オーディオ操作）、リヤパワーウインドゥ、4.2インチカラーTFTマルチインフォーメーションディスプレイ、運転席上下シートアジャスター、上下調整式フロントヘッドレスト、6:4分割可倒式リアシート、助手席シートバックポケット、高輝度シルバー塗装（ステアリングホイール）、メッキ加飾（シフトノブ・パーキングブレーキボタン・センタークラスター・センターレジスターノブ・サイドレジスターノブ）、ピアノブラック加飾（ステアリングホイール・センタークラスター・サイドレジスター）、シルバーアクセントカラー（パワーウィンドゥスイッチベース(運転席・助手席)）、アシストグリップ、コートフック（リア）、買い物フック、助手席バニティミラー、4スピーカー（オーディオレス）などと装備が数多く追加され、フロントグリルはメッキ加飾を追加。内装色はブルーブラックかブリリアントレッドのどちらかを選択できる（指定しない場合は前者）。
G
「S」をベースとした上級仕様で、4本スポークステアリングホイールが本革巻き+シルバーステッチに、ファブリックシート表皮がスエード調（ダブルステッチ付）に、インパネ助手席オーナメントが合成皮革巻き（メッキモール付）に、コンソールトレイがセンターに変更されるほか、高輝度シルバー塗装の範囲がフロントカップホルダーにも、メッキ加飾の範囲がサイドレジスターリングとインサイドドアハンドルにも、ピアノブラック加飾の範囲がパワーウィンドゥスイッチベース（運転席・助手席）とシフトベースにもそれぞれ拡大。さらに、Toyota Safety Sense C、先行車発進告知機能、クルーズコントロール、「パッケージオプション」の一つとして設定されている「スマートエントリーパッケージ」の装備品（スマートエントリー&スタートシステム（運転席・助手席・バックドア/アンサーバック機能付）・盗難防止システム（エンジン・モーターイモビライザーシステム）・コンライト（ライト自動点灯・消灯システム/ランプオートカットシステム）のセット）が追加されるが、内装色はディープブラウン（2011年12月販売型はアースブラウン）のみとなっている。
G "ソフトレザーセレクション"
「G」をベースにシート表皮をスウェード調ファブリックから合成皮革（ダブルステッチ+パーフォレーション付）に、内装色をディープブラウンからブラックソフトレザーにそれぞれ差し替えてシックな室内空間を演出した仕様である。
なお、2014年12月改良型までは「G "ブラックソフトレザーセレクション"」として発売されていたが、シート表皮及び内装色においてホワイトソフトレザーの追加設定に伴って改名した。なお、ホワイトソフトレザーは注文時の指定が必要で、指定が無い場合はブラックソフトレザーとなる。
Crossover
2014年12月改良型の「X-URBAN」を見直し、クロスオーバースタイルを進化させたグレード。型式もNHP10Hという独自のものとなった。フロントグリルやバンパー（フロント/リア）が専用デザインとなり、スキッドプレート（フロント/リア）、サイドマットガード、フェンダーアーチモール、ルーフモールが装着される。なお、ルーフモールは「X-URBAN」の場合と同じく、飾りであるため積載能力はない。フェンダーアーチモールが標準装備されたことに伴って全幅が1,715mmとなり、アクアでは初となる3ナンバー登録グレードとなった。
また、「G」からタイヤを185/60R16にインチアップし、16インチアルミホイールを装着したほか、シート表皮は合成皮革+ファブリック（シルバーのダブルステッチ付）となり、メーカーオプションで、「G "ソフトレザーセレクション"」に設定されているホワイトソフトレザーの設定も可能となる。なお、「G」では標準装備となっている「スマートエントリーパッケージ」は「L」・「S」と同じメーカーオプション設定となり、ワイヤレスドアロックリモートコントロール（アンサーバック機能付/ワイヤレスキー1本）が装備されるほか、クルーズコントロールが非装備となる。

##### G's
トヨタのモータースポーツ活動全般を取り仕切り、その活動で得られた知見からスポーツタイプの市販車両（ピュアスポーツカーの86やレクサスの“F”モデルなど）を開発する専門部署（スポーツ車両統括部、通称：TOYOTA Gazoo Racing Factory）が展開するコンプリートカーブランドのひとつで、専任のマスターテストドライバーによる高度なトータルチューニングと架装工程のインライン化などによって車両価格を大幅に抑えるなど、自動車メーカーならではの強みを生かしたコンプリートカーを製造しているのが大きな特長である。
アクアはその6車種目として2013年1月の「東京オートサロン2013」にてコンセプトモデルが発表され、同年11月に行われた「第43回東京モーターショー」にて市販仕様車がお披露目となり、そして同月26日に実施された標準車の一部改良と同時に発表された（発売は12月9日）。
車両概要
「G」グレードをベースとして、エクステリアは「G's」専用デザインのフロントバンパー・サイドマッドガード・リヤバンパー・フェンダーガーニッシュ・光沢ブラック加飾LEDヘッドランプ&リアコンビネーションランプ・LEDイルミネーションビーム・LEDフォグランプが与えられている。
車体の補強は、サイドシル部とドアオープニングスポット部にスポット溶接増しを行い、それらに加えて車体床下の前方・中央・後方に「VITZ GRMN turbo」にて先行採用された大型の補強ブレースを装着してボディ剛性を大幅に向上させている。サスペンションはG's専用セッティングのダンパーとローダウンスプリングを組み合わせて車高を25mm下げ、それにG's専用の17インチ×6.5J幅アルミホイールに195/45R17サイズのプレミアムスポーツタイヤ（ブリヂストン・POTENZA RE050Aを装備して高い運動性能と上質な乗り心地を融合させている。また、2015年モデルからは基準車のマイナーチェンジに伴って車体の剛性が一層向上したため、サスペンションもそれに併せてリセッティングを実施した。全高は2014年モデルと2015年モデルで10mmの差異が発生しているが、これは基準車と同じくルーフアンテナの形状変更に伴うものである。
インテリアは、G's専用表皮（合成皮革とアルカンターラで構成されたトヨタ紡織製のスポーツシートを運転席と助手席に装備する。レッドのステッチが標準であった以前のG'sブランド車とは異なってシルバーステッチが採用され、シートをはじめとしてステアリングホイール・シフトノブ・アームレスト・助手席側のインパネオーナメント・ドアトリムへと施している。それらに加えてフットペダルは靴が滑りにくいアルミ製へと変更し、ステアリングホイールのオーナメント部とパワーウインドウのスイッチベース部にラメ入りのピアノブラック塗装を施したうえにフロントドアのスピーカー部にはメッキのリングを装着し、さらに基準車では剥き出しとなっているフロントシートのレール固定部を化粧カバーで覆うなど、標準車はもちろん他のG'sブランド車に比べてもコストをかけて内装の質感を大幅に向上させている。
なお、基準車では2015年モデルよりエアコンの操作スイッチパネル・サイドレジスター・ステアリングホイールのホーンパッド・後部ルームランプの追加が行われたが、「G's」についてはホーンパッドとルームランプの追加、LEDヘッドランプの標準化と細部の変更（エクステンション部の光沢ブラック化とサイドマーカー部の削除）以外は2014年モデルから変更はない。なお2016年モデルからは基準車と同じく安全運転支援システム「TOYOTA Safety Sense C」が標準搭載された。車両の架装は基準車の製造拠点と同じくトヨタ自動車東日本（TMEJ）が担当し、架装車両のため持ち込み登録となっていた。
特徴
「G」グレードがベースとして選ばれているために公式では「G "G's"」と呼ばれているが、実際には「G」グレードの標準装備であるアームレスト付センターコンソールボックスとメッキドアハンドル、そして「TOYOTA Safety Sense C」以外はすべてG's専用パーツで構成されている。ゆえに「G」グレードの特別仕様車とは言い難く、アクアのみ「G's」は事実上の別グレードという立ち位置になっていた。
他のG'sブランド車ではベースとなる基準車にスポーティーグレード（プリウスとプリウスαでは「ツーリングセレクション」に相当）や下位グレードをチョイスしているが、アクアには当初よりスポーティーグレードが存在せず、また下位グレードと上級グレードでは走行系メカニズムの一部が異なるため、例外的に上級グレードをベースとしている。ゆえにメーカーオプションやアクアの特徴である「パッケージオプション」も、タイヤやサスペンションなどの走行関係が主体となる「ツーリングパッケージ」を除けばベースグレードと同様に全て装着可能であった。ゆえに他のG'sブランド車で発生している基準車とG'sでの大きな差異（基準車では選択可能なメーカーオプションがG'sでは非設定になる、など）はアクアのみ生じていない。それゆえに、G'sがその車種の最上級グレードとなっていることが他のG'sブランド車との大きな違いでもあった。また、基準車の販売台数に比例するかの如く「G's」ブランドの中で最多の販売台数を誇っていた。
2017年6月、基準車のマイナーチェンジと「G's」ブランドの廃止に伴って販売終了。累計販売台数は約37,000台で「G's」ブランド史上最多の販売台数を記録した。
広告展開
同車はピュアスポーツカーのTOYOTA 86と共に「TOYOTA Gazoo Racing」のイメージキャラクターとして頻繁にテレビCM等の広告宣伝に使われ、「G's」ブランドの広告塔としての役割も担っていた。

##### GR SPORT
2017年9月19日、トヨタの社内カンパニーである「TOYOTA Gazoo Racing カンパニー」が前述の「G's」ブランドをさらに発展させた新たなるスポーツモデルブランド「GR」の展開に伴って追加された。アクアはその9車種目として同年の11月21日、8車種目の「86 GR」と共に発表された。
車両概要
実質的な先代となる「G's」に倣って開発されており、上級グレードの「G」をベースとしていることから正式には「G"GR SPORT"」と呼称される。ボディのスポット溶接打点の追加（追加個所は「G's」に準じる）が行われた。そして「G's」ではアクア専用のデザインが用いられていたフロントバンパーだが、2017年に基準車がマイナーチェンジを実施した際に車両前部が大幅な設計変更を受けたことに伴って、先行発売されたヴィッツの「GR」シリーズと同じくこちらにも「GR」ブランド共通のデザイン（ファンクショナル・マトリックスグリル）となった新しいフロントバンパーが採用された。これにより「G's」を大幅に超える空力性能を手にしたのが「GR SPORT」の特徴である。しかし、サイドマッドガードとリアバンパー、さらにリアコンビネーションランプに関しても「GR SPORT」専用デザインに変更されることなく、「G's」の2015年モデル以降に採用されたものが流用されている。ただし、フロントバンパーの形状と意匠変更に伴って空力性能が向上したことに伴い、整流フィンも兼ねていたG's専用サイドガーニシュは撤去されている。また「G's」の2015年モデル以降と同じく「GR SPORT」でもLEDヘッドライトやTFTマルチインフォメーションディスプレイの機能に組み込まれるタコメーターモードの設定が全グレードで唯一標準装備となっている。また、ドアミラーがボディ色からブラックに変更されているのも「G's」と「GR SPORT」の識別点である。
「G's」では一種類のみだったチューニングの仕様が、「GR SPORT」では「17インチパッケージ」と「標準仕様」の2種類となった。実質的な「G's」の後継となる「17インチパッケージ」では、溶接スポット増しが施されたボディにアドオンの補強ブレースがさらに追加（装着個所は「G's」と同一）されて一層強固なボディとなっている。これに専用チューニングのサスペンションと「G's」と同一サイズ＆銘柄の17インチスポーツタイヤと「GR SPORT」専用意匠のアルミホイールが装着される。さらに「GR SPORT」では電動パワーステアリングのチューニングも施されている。
内装は「GR SPORT」専用にブラックのヘッドライナーやピラー等のモノトーンインテリアが新たに採用された。前席のスポーツシートは形状とサイドサポート部の素材こそ「G's」と同一だが、座面と背面の素材がアルカンターラからブランノーブへと変更されている。さらにステアリングは、TOYOTA 86の2017年モデル（後期）に先行採用されたものをベースとして「GR」ブランド車専用に開発した小径（362mm）3本スポークステアリングに変更されて、「G's」よりも走りの性能と機能を優先させている。
「標準仕様」は「17インチパッケージ」からアドオンの補強パーツを取り除き、標準仕様専用のチューニングが施されたサスペンションと基準車と同一の15インチタイヤとホイールカバーが装着されるが、メーカーオプションで前 - 中期型に設定されていた「ツーリングパッケージ」と同一サイズの16インチタイヤと、ヴィッツ「GR SPORT」と同一デザインの16インチアルミホイールを選択できたが、2020年8月の一部改良で16インチタイヤ及びアルミホイールが標準装備化され、アルミホイールは切削光輝+ダークグレーメタリック塗装の専用デザインに変更された。

#### 北米仕様「プリウスc」
北米市場ではPrius c（プリウスc）の名で販売され、サブコンパクトカーに分類される。2019年をもって販売終了した。

### 年表
2010年1月12日
2010年北米国際自動車ショー（デトロイトモーターショー）において小型ハイブリッド車のコンセプトカー「FT-CH」を出展。
2011年1月11日
2011年北米国際自動車ショー（デトロイトモーターショー）において「PRIUS C concept」を出展。
2011年11月15日
第42回東京モーターショー2011において「AQUA（アクア）」を世界初出展する、と発表。
1.5Lエンジンとモーターを組み合わせたコンパクトクラスのハイブリッド専用モデルで、1.5Lエンジンとモーターを組み合わせた小型軽量ハイブリッドシステムを搭載。日本市場では2011年12月下旬に発売予定と公表された。
2011年12月26日
「アクア」を発売。
キャッチコピーは「トヨタの新しいハイブリッド」で、CMソングはブロンディ「ハート・オブ・グラス」。
2013年5月31日
一部改良。
キャッチフレーズは「日本のハイブリッド。」で、CMソングはまらしぃがピアノカバーしたPerfumeの「チョコレイト・ディスコ」。
上級グレードの「G」に最上級バージョンとなる「ブラックソフトレザーセレクション」を追加。その他「S」と「G」にスーパーUVカットガラス（フロントドア）や助手席バニティミラー付サンバイザーを新たに標準装備したほか、「S」のブルー内装色仕様の助手席オープントレイとドアスイッチベースのアクセントカラーがブルーへと変更され、さらにドアトリムもグレーからブラックへと変更された。
2013年11月20日
第43回東京モーターショー2013において、トヨタ自動車東日本がコンセプトカー「AQUA AIR」「AQUA CROSS」「PremiAQUA」を参考出品。
2013年11月26日
一部改良。（12月2日発売）
ハイブリッドシステム（THS-II）とエンジン本体の改良による高効率化で一層の燃費向上が図られ、車体も溶接スポットの追加や構造部材の素材変更と板厚アップによる大幅な補強を実施した。それに伴ってサスペンションのセッティング変更と、「S」グレード以上に標準装着される15インチスチールホイールを幅広化（5J→5.5J）に加えてタイヤも新開発の低燃費タイヤへと刷新されて走行性能と静粛性能のさらなる向上が図られた。さらに装備面ではドアロック連動格納ドアミラーの新採用と「L」を除いた全グレードのフロントドアガラスに撥水機能を追加設定し、ヒルスタートアシストコントロールには坂道感知機能を追加した。また、スピードメーターの文字色もスカイブルーへと変更されている。さらに、スポーツコンバージョンシリーズの「G SPORTS（G's）」が追加設定された（発売は同年12月9日）。
2014年12月8日
マイナーチェンジ。
キャッチフレーズは「LONG DRIVE with HYBRID」で、CMソングは標準系がゲーム『ドラゴンクエストIII』の楽曲「冒険の旅」、X-URBANがゲーム『モンスターハンター』の楽曲「英雄の証」。
クロスオーバースタイルの新グレード「X-URBAN」と、ヴィッツに続いてドアミラー・アウトサイドドアハンドル・バックドアガーニッシュにメッキ加飾を施した「シャイニーデコレーション」が新たにオプション設定された。
「X-URBAN」は専用のフロントグリルやサイドマッドガード、ルーフモールなどの外装部品や16インチ専用アルミホイールを採用。外板色11色と専用パーツカラーを組み合わせ、33通りのカラーバリエーションを用意した。内装はブラックを基調とし、合成皮革とファブリックを組み合わせた専用のシート表皮やオーナメントパネルを採用。2色を専用内装色「アクセント：シルバー」と「アクセント：オレンジ」を設定した。
外観は「G's」以外の全グレードに新意匠のフロントバンパーとヘッドライトを採用してフェイスリフトを実施した。それらに加えて「G's」を含む全グレードに新意匠のリヤコンビネーションランプと、トヨタのコンパクトカーとしては初採用となるシャークフィン型ラジオアンテナを装備して外観のリフレッシュと空力性能を向上させた。さらに「S」と「G」は標準装備の15インチホイールキャップも新意匠となっている。新たな装備として、「Bi-Beam（バイビーム）LEDヘッドランプ」をプリウスα（2015年モデル）に続いて採用した。
ボディカラーは新色の「オレンジパールクリスタルシャイン（メーカーオプション、「シトラスオレンジマイカメタリック」と入替）」と「フレッシュグリーンマイカメタリック」の2色と“シャイニーデコレーション”専用色の「チェリーパールクリスタルシャイン」と「ダークバイオレットマイカメタリック」を加えた14色がラインナップされた。
「S」と「G」グレードの内装は質感の大幅な向上が図られている。センタークラスターとサイドレジスターパネルがピアノブラック塗装が施され、左右の吹き出し口も風量と風向をより細かく調整できるような新意匠となっている。さらに「G」グレードでは合革のインパネ助手席オーナメントにメッキモールが追加され、前席のパワーウインドゥスイッチベースとシフトノブのベース部にもピアノブラック塗装が施されるなど、従来以上に「S」グレードとの差別化を図っている。また、それらに併せるべく内装色も大きく変更され、ドアトリムとセンターコンソール部の色は全車ブラックのみとなった。「S」はブルーブラックとブリリアントレッドの2色へ差し替えられ、「G」はより深みのあるディープブラウンへと変更された。また、新たに「G」グレードの全車にクルーズコントロールが標準装備された。
車体はリアフェンダー部のスポット溶接打点を増やして一層の高剛性化が図られ、それに合わせてサスペンションのリセッティングとパワーステアリングのアシスト特性を変更した。 さらにフロントフェンダーライナーの形状も変更し、シールリヤバンパーにはエアアウトレットを追加するなど空力性能を改善して直進安定性とコーナリング性能をより一層高めている。
「G's」は一部改良を実施。基準車のマイナーチェンジに伴ってベースとなる車体を刷新したため、それに併せてサスペンションのリセッティングを実施。従来はメーカーオプションであった「LEDヘッドランプパッケージ」を標準化し、フォグランプの光源をハロゲンからLEDへ変更した。さらに新たな専用装備としてブラック加飾が施されたG's専用のリヤコンビネーションランプが採用され、快適装備ではルームランプとクルーズコントロールが装備された。
2015年11月4日
一部改良。同時に特別仕様車「X-URBAN"Solid"」を発売。
新たに、レーザーレーダーと単眼カメラの2つのセンサーを組み合わせ、衝突回避支援型プリクラッシュセーフティ・レーンディパーチャーアラート・オートマチックハイビームで構成された衝突回避支援パッケージ「Toyota Safety Sense C」と先行車発進告知機能を新たに採用した。これらは「G's」と「Gグレード（「ブラックソフトレザーセレクション」を含む）」と「X-URBAN」には標準装備とし、「L」と「S」にはセットでメーカーオプション設定とした。さらに、「G's」と「L」を除く全車には買い物フックを運転席・リア席のシートバックにも追加したほか、ボディカラーは「シャイニーデコレーション」専用色の入れ替えを実施（「ダークバイオレットマイカメタリック」に替わって「パープルメタリック」を新たに設定）した。
特別仕様車「X-URBAN"Solid"」は、「X-URBAN」をベースに、フロントグリル・フロントフォグランプベゼル・スポイラー（フロントバンパー・リアバンパー・リアルーフ）・サイドマットガード・ルーフモールをブラック（フロントフォグランプベゼル・バンパースポイラー・サイドマットガードは艶消しブラック、ルーフモール・リアルーフスポイラーはブラックマイカ）に変更し、シルバーのスキッドプレート（フロント・リア）を特別装備したほか、ベース車はパッケージオプションで設定されている「スマートエントリーパッケージ（スマートエントリー（運転席・助手席・バックドア/アンサーバック機能付/スマートキー2本）&スタートシステム、盗難防止システム（イモビライザーシステム）、コンライト（ライト自動点灯・消灯システム/ランプオートカットシステム）」も特別装備した。
2016年5月12日
特別仕様車「S"Style Black"」を発売。
同年2月末に国内販売累計100万台達成を記念した特別仕様車で、「S」をベースに、外観は“シャイニーデコレーション”専用アイテムとなるメッキ仕上げのアウトサイドドアハンドルとバックドアガーニッシュを装着した。内装は「X-URBAN」と同じ運転席アームレストを追加、インパネ助手席オーナメントに「G」グレードと同じ合皮を採用し、パワーウィンドゥスイッチベースにピアノブラック加飾を施し、ステアリングホイールのオーナメント部分は「G's」と同じラメ入りブラック塗装が施された。装備面ではパッケージオプションの一つである「スマートエントリーパッケージ」と、ベース車ではメーカーオプション設定となる「Toyota Safety Sense C」の2点を特別装備した。ボディーカラーには特別設定色の「ダークブルーマイカ」を含む5色を設定した。
2017年6月19日
マイナーチェンジ（同日発売。「Crossover」のみ7月発売予定、と発表）。
キャッチフレーズは標準系が「日本が誇る低燃費。」、Crossoverが「Design AQUA」で、CrossoverのCMソングはファットボーイスリムの「Because We Can」。
外観の意匠が大幅に変更され、フロントはヘッドランプ・フード・フェンダー・バンパーなどの意匠を変更。リアはコンビネーションランプ内の意匠を変更し、バンパー下部にリアリフレクターを新たに配置した。内装はセンターメーターにTFTマルチインフォメーションディスプレイを「L」を除く全グレードに標準装備し、センタークラスターは一体となった面構成に変更し、一部グレードにはホワイトソフトレザー（合成皮革）を設定した。走行性能では、ボディ剛性の強化を行い、タイヤサイズを175/65R15から185/60R15にサイズアップした。なお、2014年12月改良型から設定されていた「シャイニーデコレーション」は廃止となった。
2014年12月改良型から設定されていた「X-URBAN」は廃止され、新たに「Crossover」を設定。（同年7月販売開始・アクア初の３ナンバー登録車）。同時に、「G」に設定されている「ブラックソフトレザーセレクション」は「ソフトレザーセレクション」に改名され、新たにホワイト内装が選べるようになった。
ボディカラーの入れ替えも行われ、「チェリーパールクリスタルシャイン（“シャイニーデコレーション”専用色）」を廃止する替わりに、水色系は発売当初から設定されていた「クールソーダメタリック」と入れ替えで新規開発色である「クリアエメラルドパールクリスタルシャイン（オプションカラー）」、紫系は「ディープアメジストマイカメタリック」と入れ替えで新規開発色である「ジュエリーパープルマイカメタリック」、新規設定色で「Crossover」専用色の「ベージュ」、ヴォクシーなど他のトヨタの車種で採用されている「ブラッキッシュアゲハガラスフレーク（オプションカラー）」の4色を追加。さらに、2014年12月改良型では「X-URBAN」の設定だった「FLEX TONE」の設定グレードを「G」に変更し、カラーバリエーションを4色に増やした。
2017年11月14日
特別仕様車「S"Style Black"」を発売。
2016年5月に発売された特別仕様車「S"Style Black"」が新仕様で再発売された。特別装備内容は2016年5月発売時の仕様に準じているが、新たに、IR（赤外線）カット機能付フロントドアグリーンガラスが装備された。
2017年11月21日
「G"GR SPORT"」。（11月27日発売）
スポーツカーシリーズ「GR」の追加ラインナップとして、「G's」の後継となる「G"GR SPORT"」を設定した。
2018年4月3日
一部改良。
既採用の衝突回避支援パッケージ「Toyota Safety Sense C」の構成の一つであるプリクラッシュセーフティ（レーザーレーダー+単眼カメラ）の検知対象に昼間の歩行者を追加する改良が行われ、予防安全機能の総称の統一化に伴い「Toyota Safety Sense」に改名。新たにインテリジェントクリアランスソナー（パーキングサポートブレーキ）のオプション設定が追加された。
ボディカラーは「L」以外のグレードのオプションカラーにおいて、発売初期から設定されていた「ライムホワイトパールクリスタルシャイン」を、他のトヨタ車同様に「ホワイトパールクリスタルシャイン」に変更された。よって、2017年6月改良型の「ライムホワイトパールクリスタルシャイン」は、標準グレード並びに「Crossover」は10か月間、「G"GR SPORT"」についてはわずか4か月間のみの生産であった。また、「FLEX TONE」のカラーバリエーションが一新され、「S」と「G"ソフトレザーセレクション"」にも設定が拡大された。
特別仕様車「S"Style Black"」もベース車に準じた一部改良が行われ、インテリジェントクリアランスソナー（パーキングサポートブレーキ）が追加で特別装備された。
2018年9月4日
特別仕様車「Crossover"Glam"」を発売。
「Crossover」をベースに、ブラウンとブラックを基調とした内装が採用され、ボディカラーは特別設定色の「オリーブマイカメタリック」を含む5色が設定された。また、スマートエントリー&スタートシステムとコンライトで構成された「スマートエントリーパッケージ」とベースグレードではオプション設定のインテリジェントクリアランスソナーが特別装備された。
2018年12月5日
後付けの踏み間違い加速抑制システムを発売。
本システムは前後パンパーに取り付ける超音波センサーと表示機で構成されており、前方または後方3m以内に障害物を検知するとブザー音で注意喚起させるとともに、その状態でアクセルペダルを強く踏み込んだ場合や、後退時に約5km/h以上でアクセルを踏んだ場合に加速が抑制され、表示機にアラートが表示されるとともにブザー音が鳴る仕組みである。なお、「G's」、「GR SPORT」、「X-URBAN」、「Crossover」およびウェルキャブには装着できない。
2019年7月1日
一部改良並びに特別仕様車「S"Business Package"」を発売。
駐車時に車両周辺の状況をナビゲーション画面で確認できるパノラミックビューモニターを新たにメーカーオプションに設定され、「G（「ソフトレザーセレクション」を含む）」と「Crossover」はオート電動格納式リモコンカラードドアミラーに車両後退時に助手席側の鏡面が自動で下向きになるリバース連動機能を追加。また、ドアミラーにはヒーターを全車に標準装備された。
外観はフロントグリル下部にメッキ架装が加えられるとともに、ホイールキャップの意匠（「Crossover」を除く）、リヤコンビネーションランプの加飾も変更された。また、ボディカラーは2014年12月改良型から設定されていた「オレンジパールクリスタルシャイン」、「フレッシュグリーンメタリック」、2017年6月改良型から設定されていた「ブラキッシュアゲハガラスフレーク」、一部カラーに設定されていた「FLEX TONE」が廃止され、4代目プリウスに設定されている「サーモテクトライムグリーン（オプションカラー、「L」は除く）」が新たに設定された。
内装は、「G」のシート表皮をダークブラウン基調とし、「S」の内装色でレッドを選択した場合、インストルメントパネルの助手席側カラーをブラック、レジスターリングのアクセントカラーをレッドに変更した。
特別仕様車「S"Business Package"」は「S」をベースに、ビジネス用途に合わせて一部の装備を省く又はグレードダウンされるとともに、内装色に「ナチュラルグレー」を採用。また、ベースグレードではメーカーオプションとなる「Toyota Safety Sense」やインテリジェントクリアランスソナー（パーキングサポートブレーキ(静止物)）、販売店装着オプションとなるフルフラットデッキボードなどが特別装備された。ボディカラーは「スーパーホワイトII」、「シルバーメタリック」、「ブラックマイカ」の3色が設定される。
また、特別仕様車「S"Style Black"」と「Crossover"Glam"」も改良となり、2種共通で「ナビレディパッケージ（バックカメラ、6スピーカー）」が新たに特別装備されるとともに、「S"Style Black"」には専用LEDヘッドランプ（車名ロゴ入り）も特別装備され、シート表皮は車内消臭・防汚・撥水機能付の高機能表皮に変更、ホイールキャップは一部ブラック加飾された専用のものを採用。「Crossover"Glam"」はアウトサイドハンドルにメッキ加飾が施された。
なお、同日から全国展開が開始された月額定額制の愛車サブスクリプションサービス『KINTO ONE』の車種に追加され、購入が可能となった。
2019年10月4日
特別仕様車「S"GLAMPER（グランパー）"」を発売。
「S」をベースに、外観は専用デザインのLEDヘッドランプを採用し、ドアミラーカバー・アウトサイドドアハンドル・ホイールキャップにブラック加飾を採用。内装はブラックインテリアを基調とし、コハクの専用ファブリックシート表皮が採用された。ボディーカラーには特別設定色の「グレイッシュブルー」と「ベージュ」を含む4色を設定した。
また、販売店装着オプションとしてトヨタカスタマイジング&ディベロップメント製専用パーツ「GLAMPER meets TRD」が用意されており、サイドデカール、ドアハンドルプロテクター、15インチアルミホイールセット及びこれらの装備をセット化した「アクティブキット」が設定される。
2020年6月3日
特別仕様車「S"Style Black"」を発売。
2016年5月、2017年11月に発売された特別仕様車「S"Style Black"」が新仕様となり再々発売。ベースグレードではメーカーオプション設定となるパノラミックビューモニターが新たに特別装備された。
2020年8月6日
一部改良。
「G"GR SPORT"」において前述したようにタイヤ・アルミホイールを従来メーカーオプション設定だった16インチを標準設定に変更し、アルミホイールの意匠も変更。さらに、バックカメラと6スピーカーで構成された「ナビレディパッケージ」を標準装備した（「ナビレディパッケージ」の標準装備化は「G"GR SPORT・17インチパッケージ"」にも適応）。
「G」は従来オプション設定となっていたインテリジェントクリアランスソナー[パーキングサポートブレーキ(静止物)]が標準装備化された（ただし、「G"GR SPORT"」及び「G"GR SPORT・17インチパッケージ"」を除く）。
ボディカラーは「S」と「G」において、新色の「セメントグレーメタリック」と「ダークブラウンマイカメタリック」の2色を追加する一方、「グレーメタリック」、「ブルーメタリック」、「イエロー」、「ジュエリーパープルマイカメタリック」の4色を廃止したことで9色に整理された。
なお、今回の一部改良で燃料消費率及び排出ガスがWLTCモードに対応し、「平成30年排出ガス基準75%低減レベル（☆☆☆☆☆）」認定を取得したが、WLTCモードへの移行に伴い「2020年度燃費基準」は＋50%達成から+20%達成に格下げされた。
2020年11月19日
サブスクリプションサービス「KINTO」専用特別仕様車「S"KINTOツーリングセレクション"」の取り扱いが開始された。
「S」をベースに、外観はルーフにブラックのカーボン調フィルムが施され、ドアミラーや専用16インチアルミホイールにブラック塗装を採用。併せて、サスペンションとショックアブソーバーに専用チューニングが施され、走行性能を高めた。ボディカラーはブラックマイカ、スーパーレッドV、シルバーメタリック、ホワイトパールクリスタルシャインの4色が設定される。

### 販売記録

2017年6月改良型
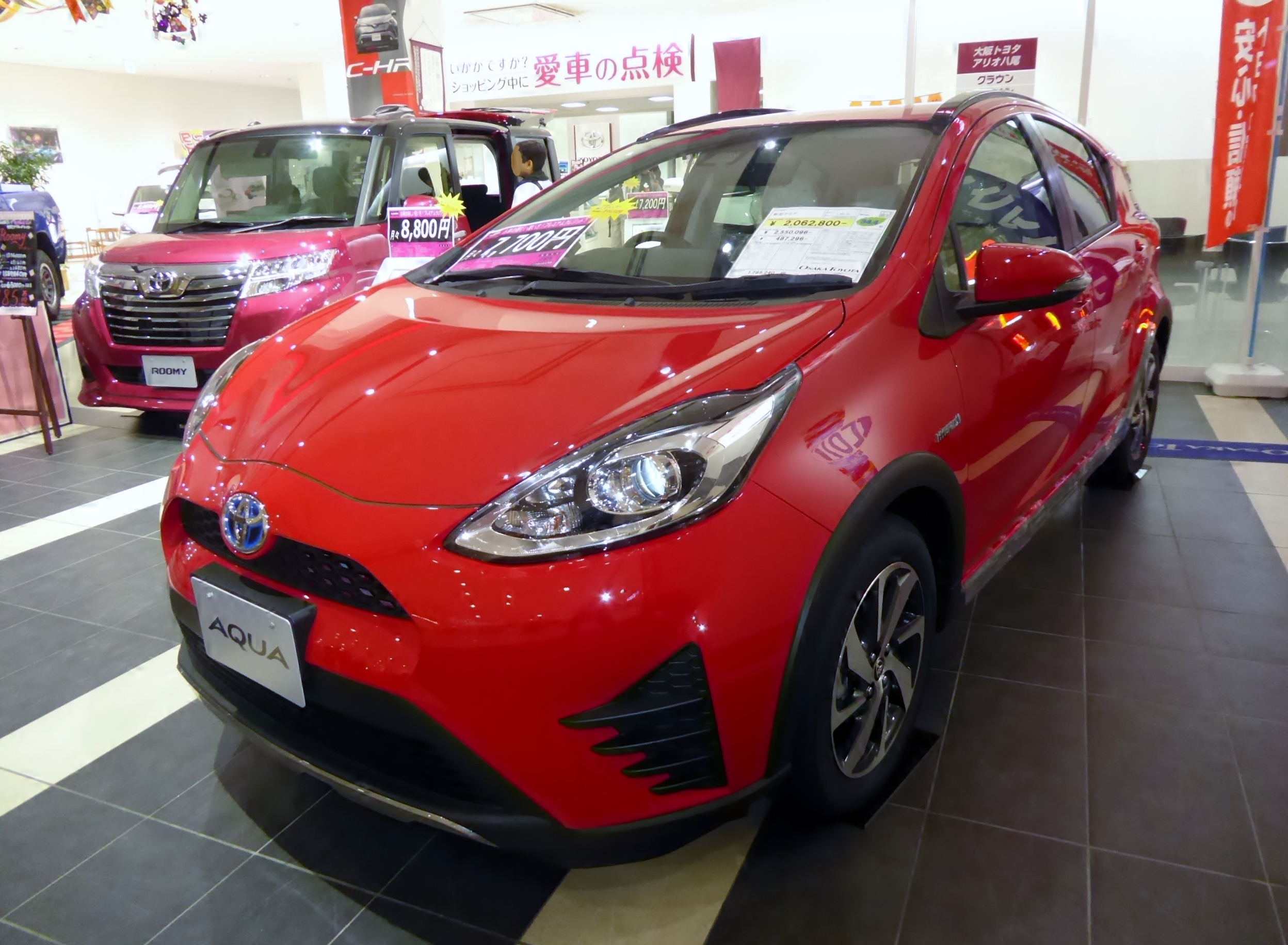
Crossover 2017年6月 - 2021年7月
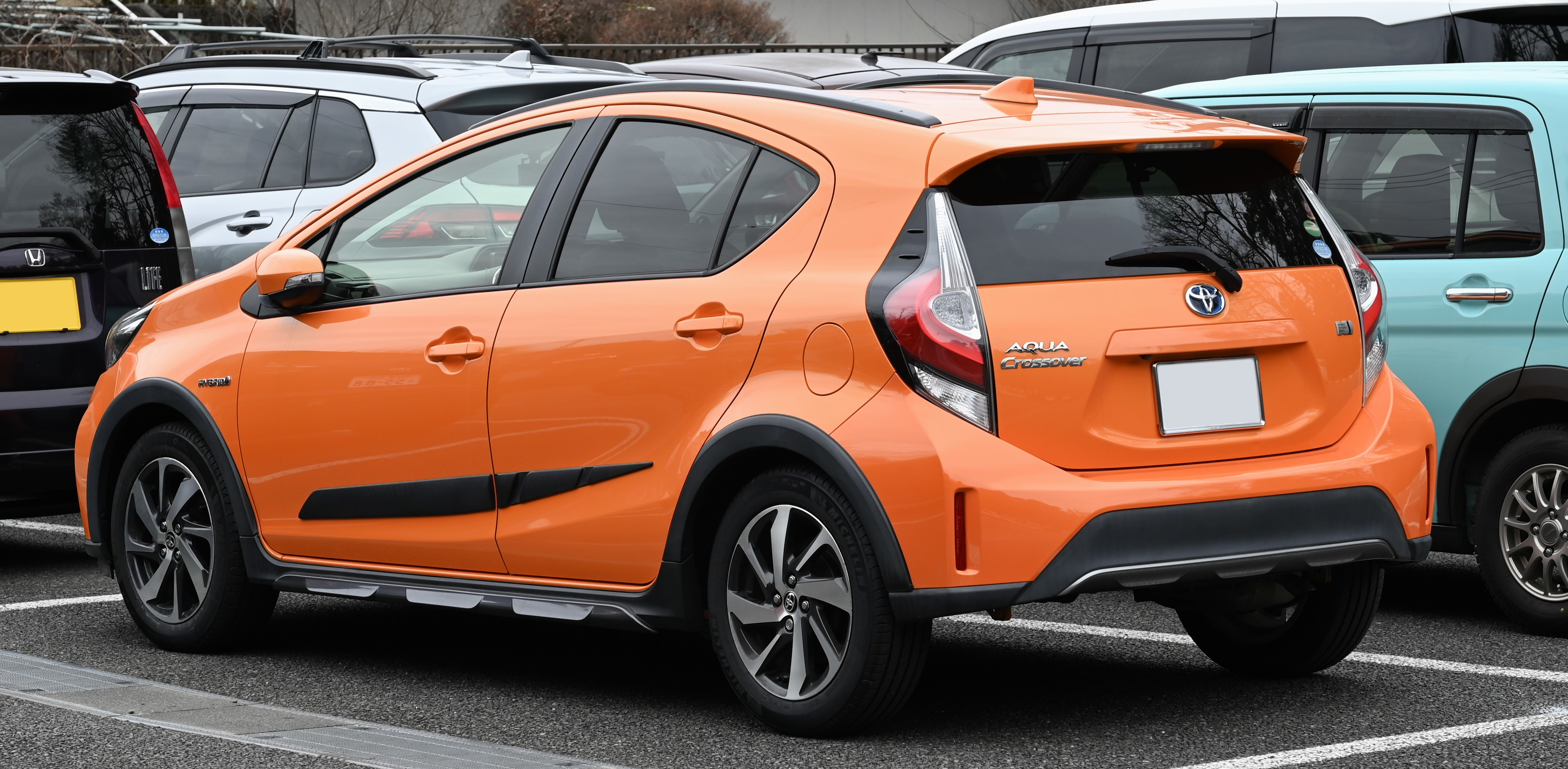
Crossover リア 2017年6月 - 2021年7月
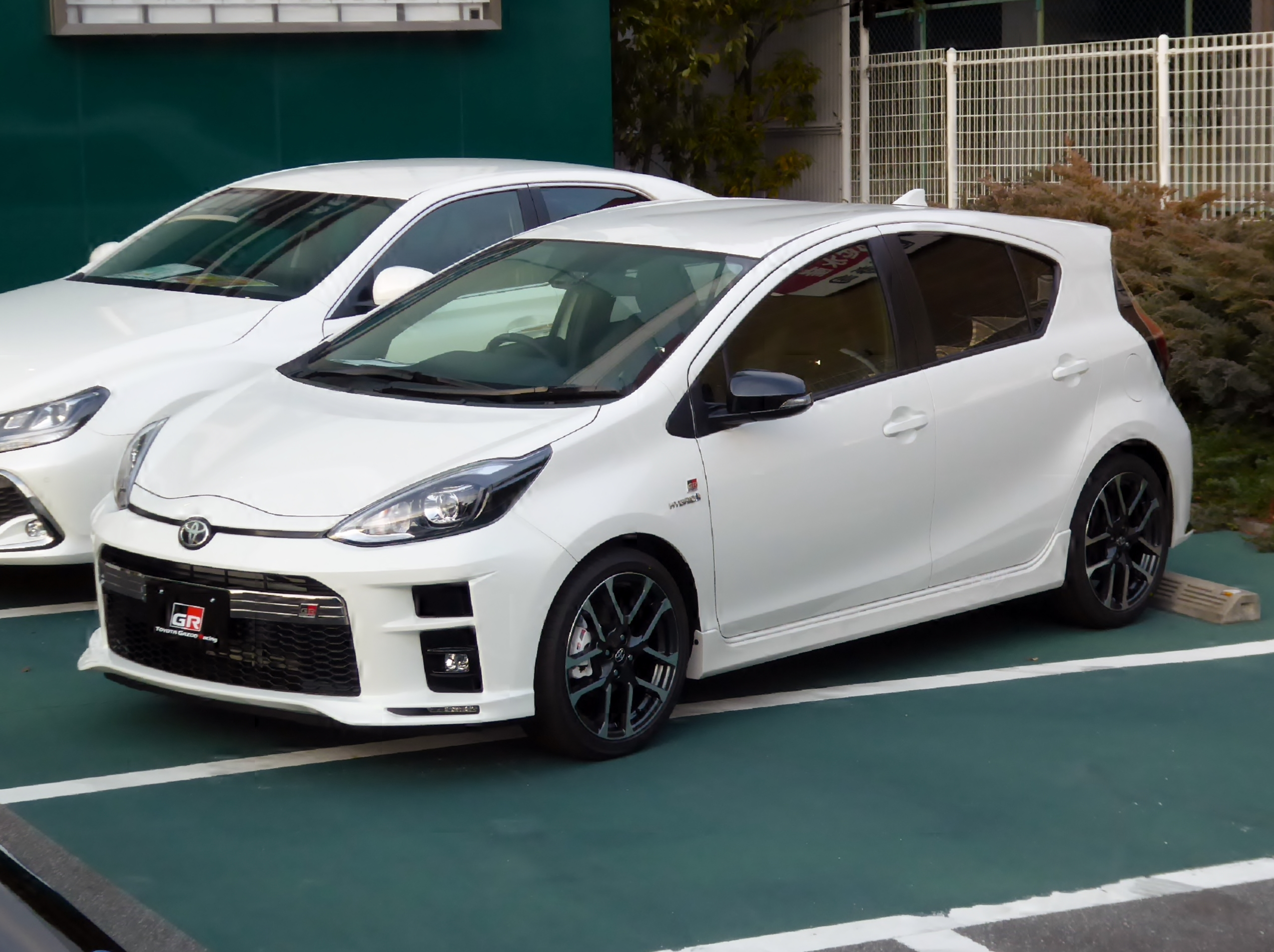
G"GR SPORT・17インチパッケージ" 2017年11月 - 2021年7月
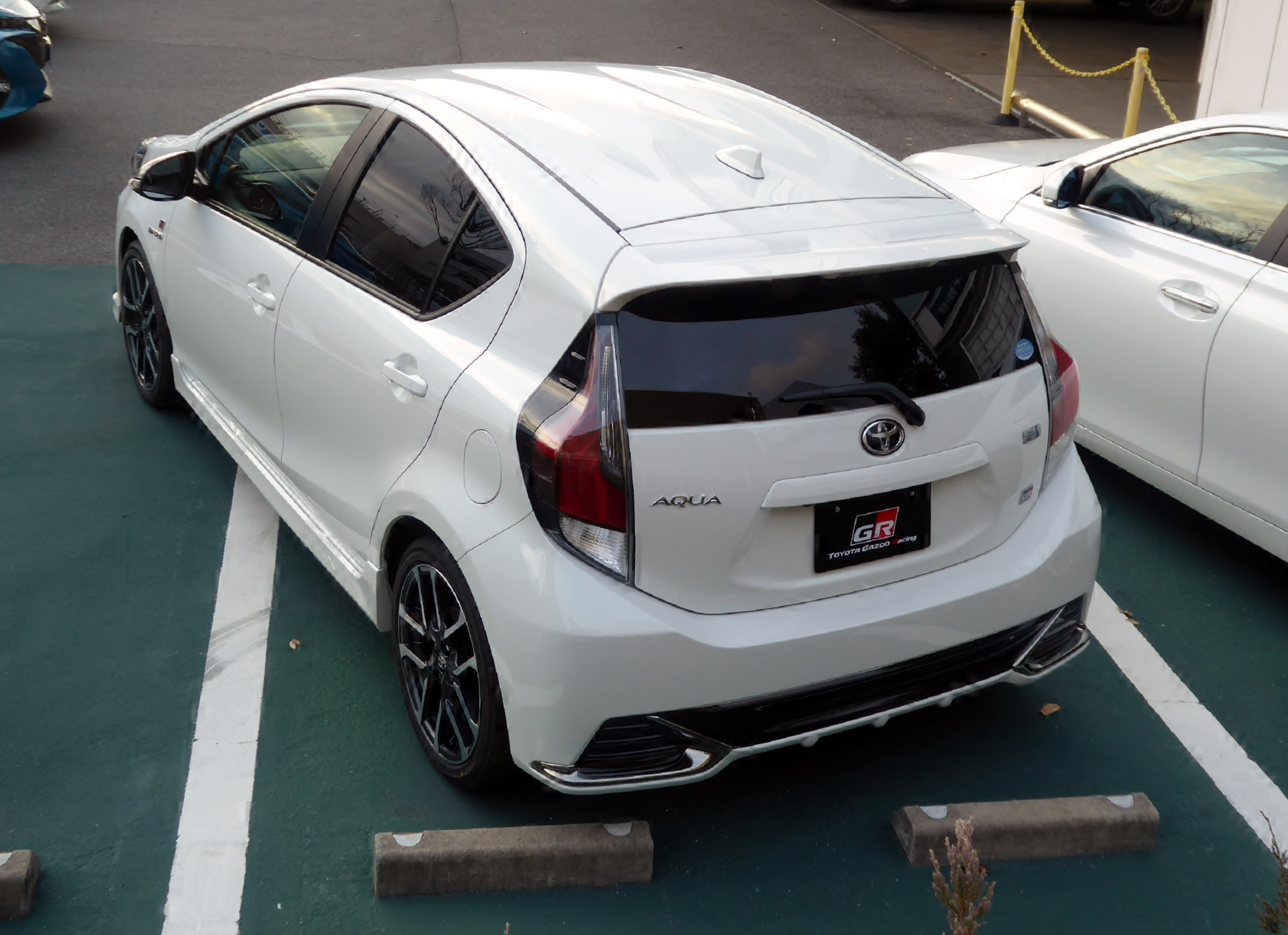
G"GR SPORT・17インチパッケージ" リア 2017年11月 - 2021年7月
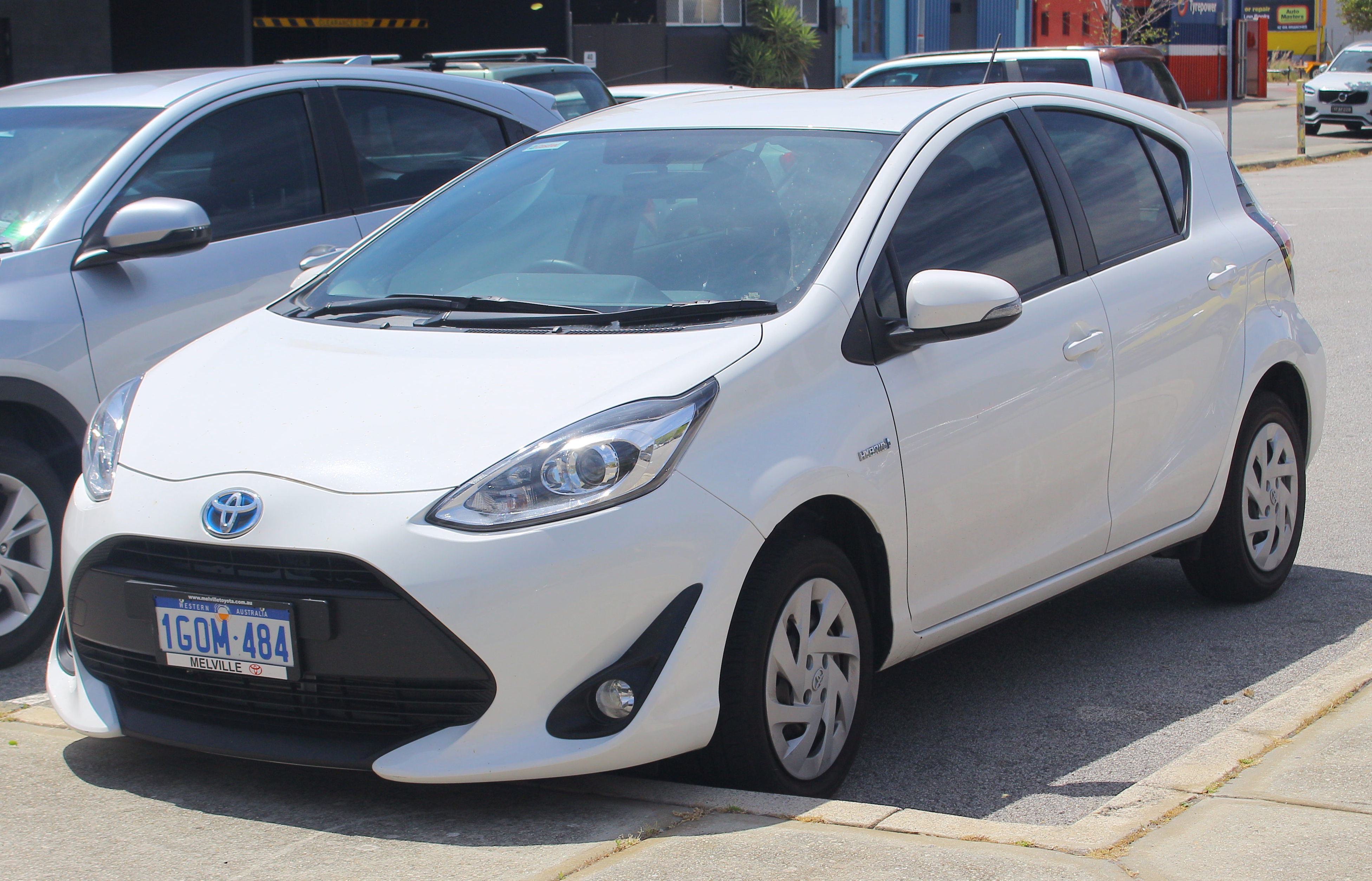
北米仕様「プリウスc」

2012年2月1日、前年12月26日の発売から1月31日まで1か月間の受注状況が公表され、12,000台に設定されていた月販目標台数の10倍にあたる約120,000台の受注があったことを公表した。このこともあり、同年10月時点で注文してからの「工場出荷予定日」は2013年1月以降と見込まれていた。また、2012年10月には長らくトップを保っていたプリウスを抜き、さらに軽自動車を含む新車販売台数においても第1位となった。
その後フルモデルチェンジしたプリウスやe-POWERを採用した日産・ノート、トヨタ・C-HRなどと争いながらも長く安定した販売実績を叩き出し、2018年10月には乗用車車名別販売ランキングの月間販売台数1位を奪還した。

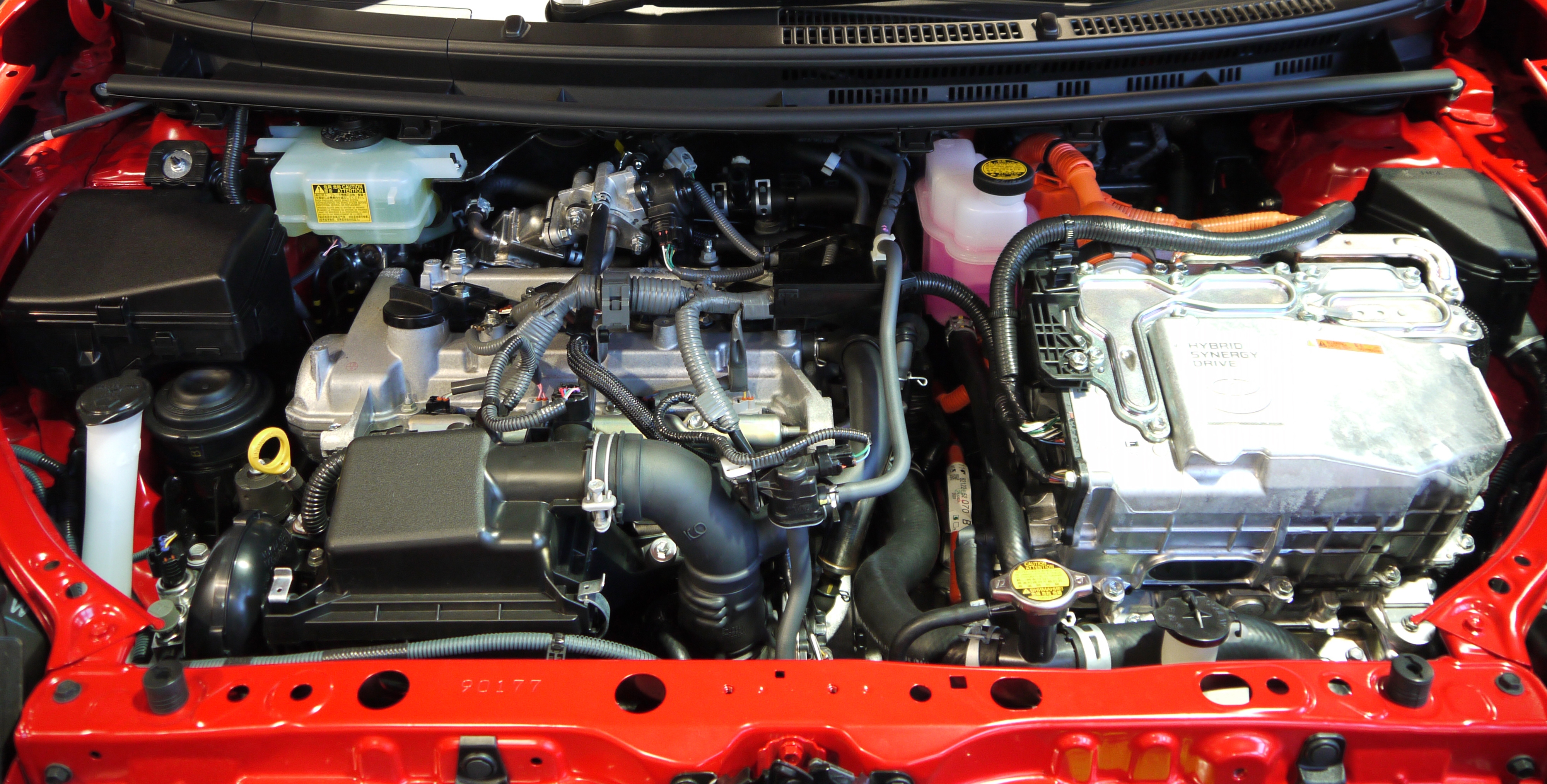
エンジンルーム
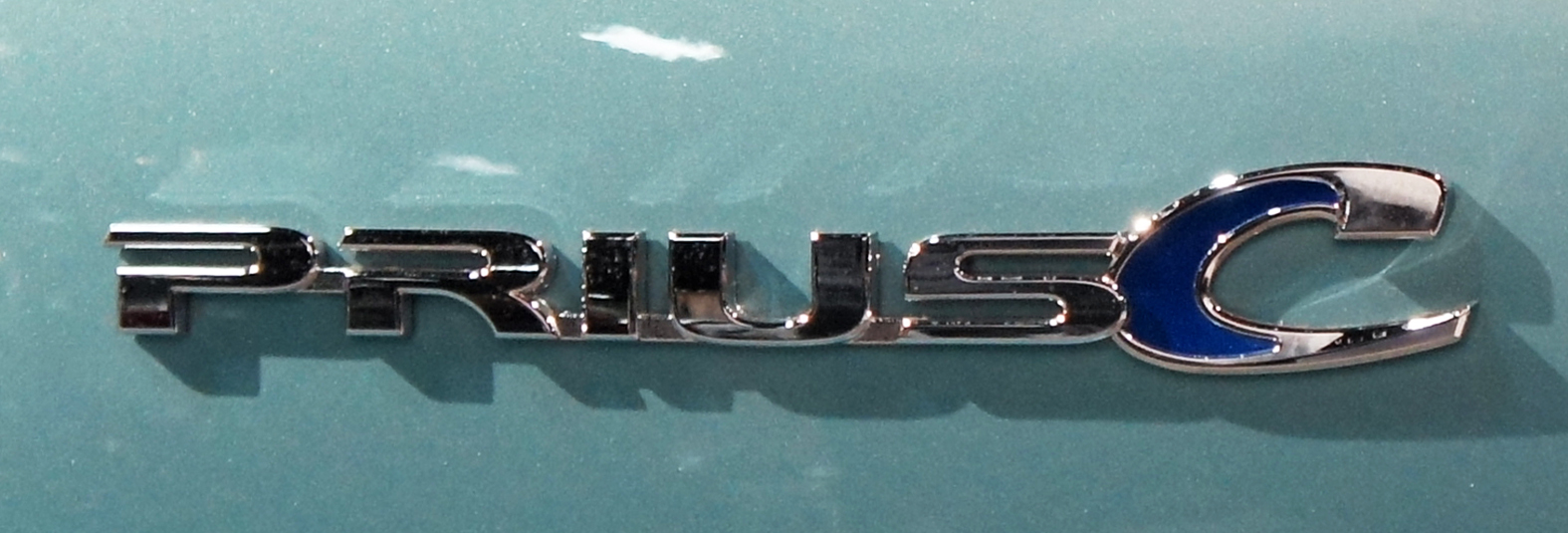
プリウスcのロゴ
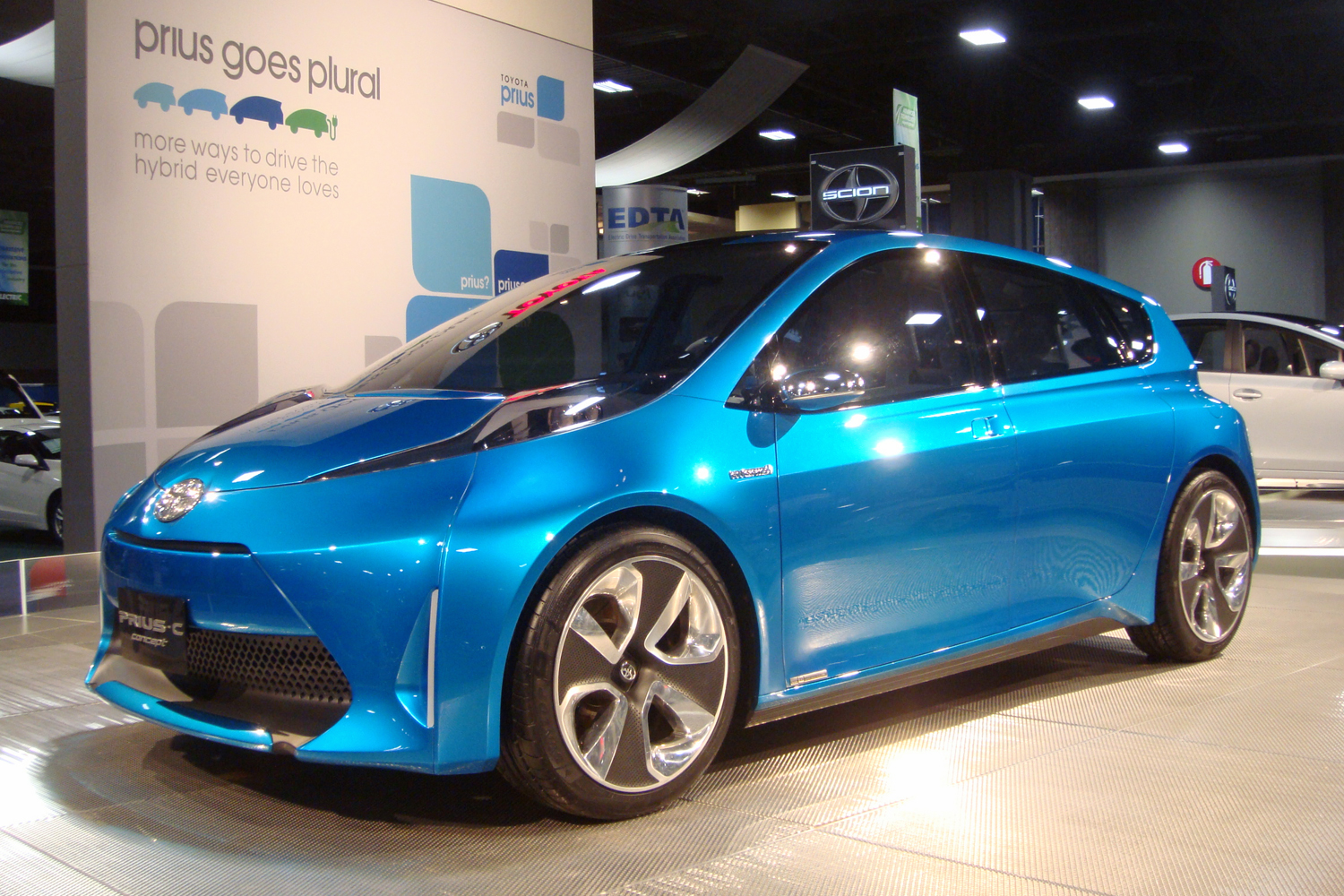
プリウスcコンセプト

2011年12月発売型
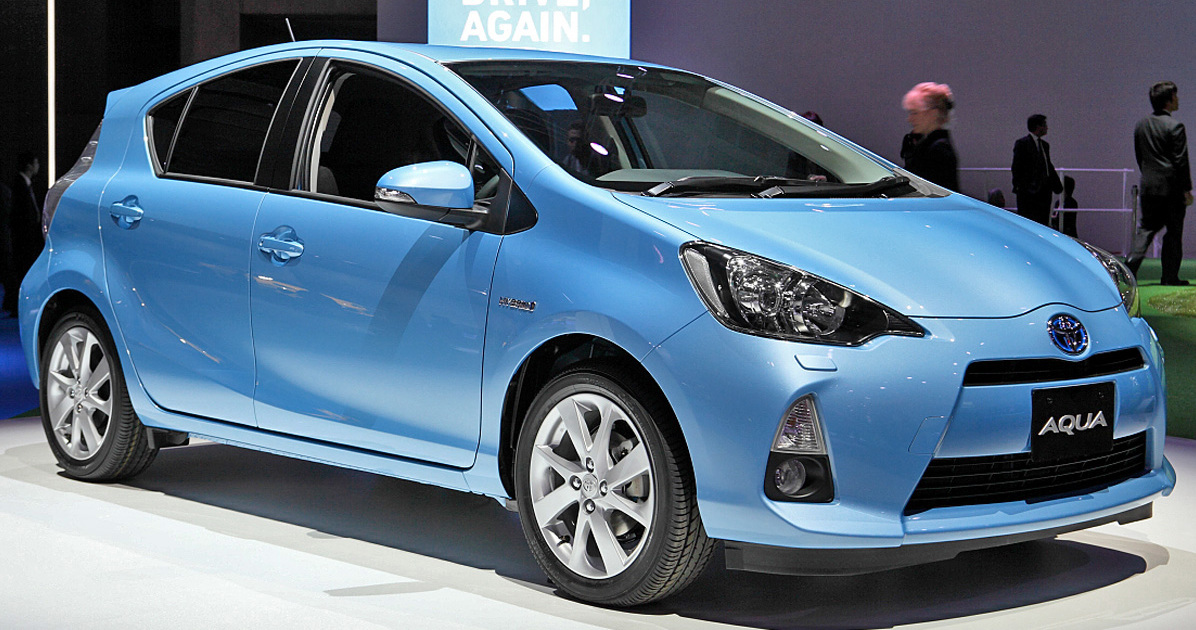
フロント 2011年12月 - 2014年11月
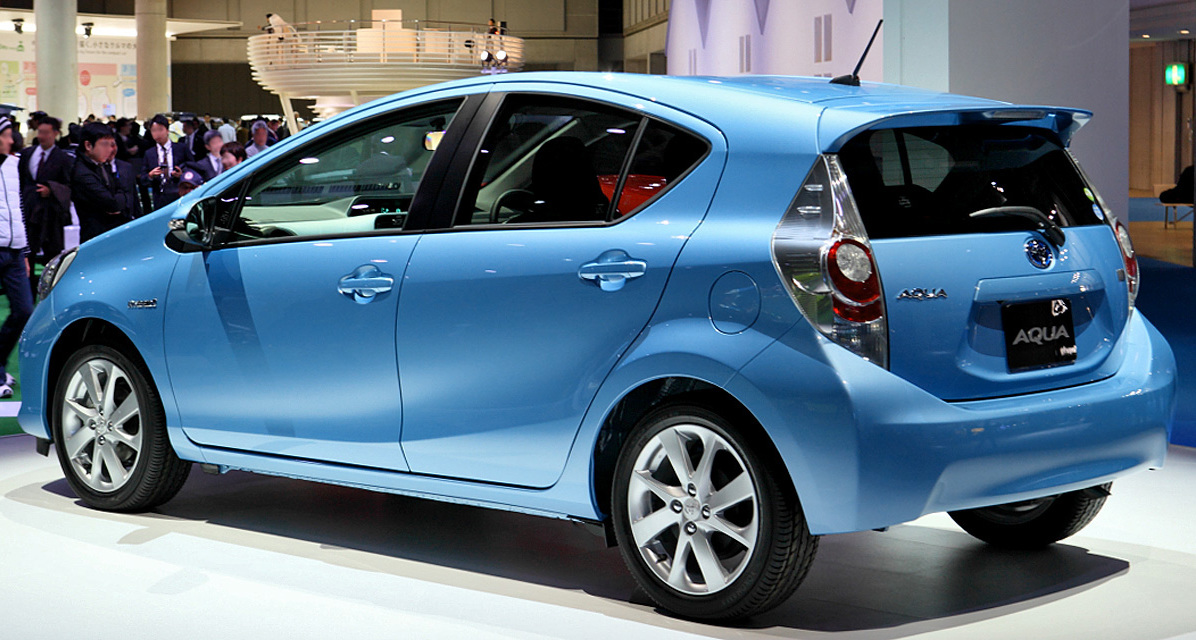
リア 2011年12月 - 2014年11月
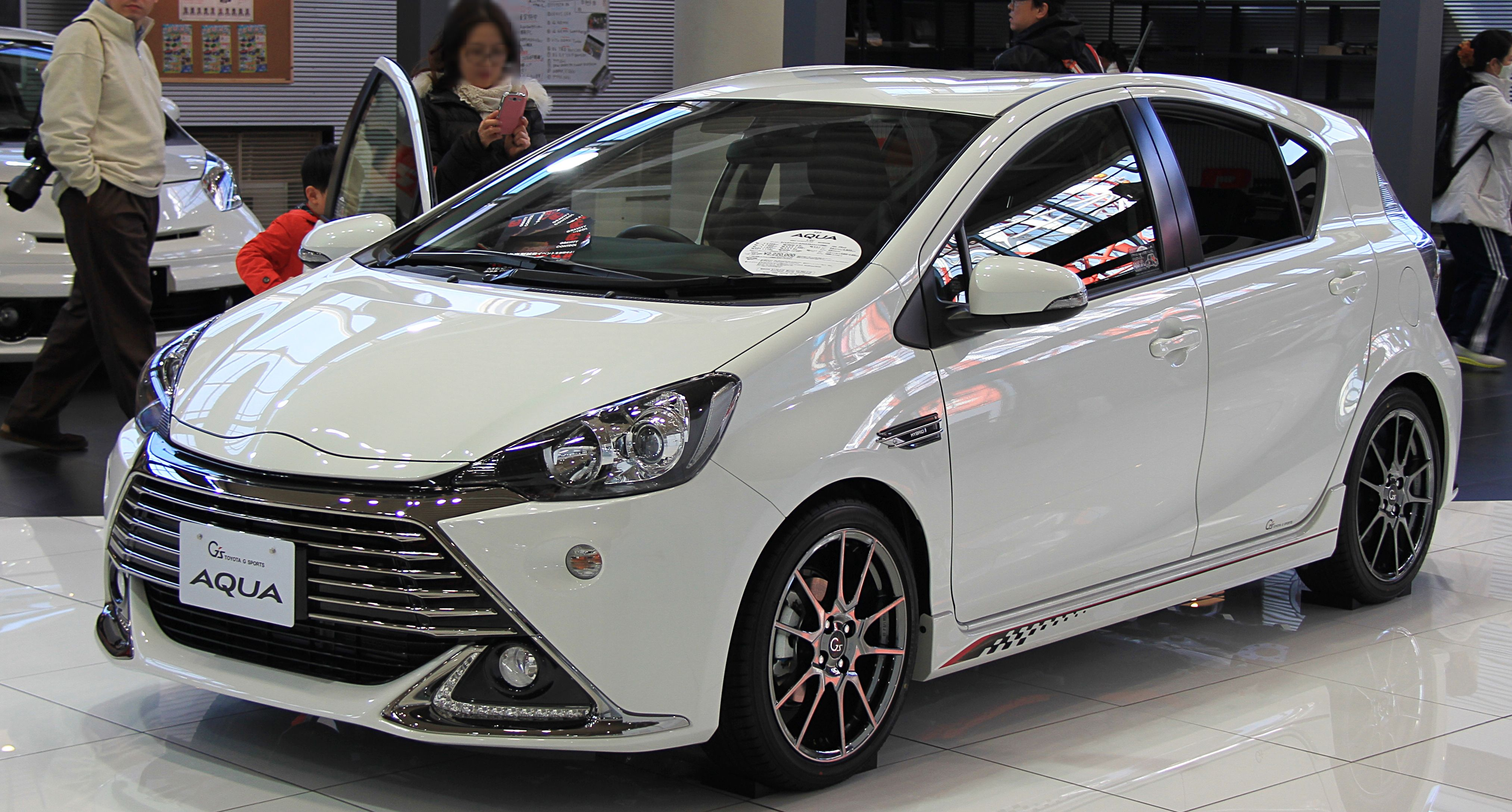
G"G's" 2013年12月 - 2014年11月
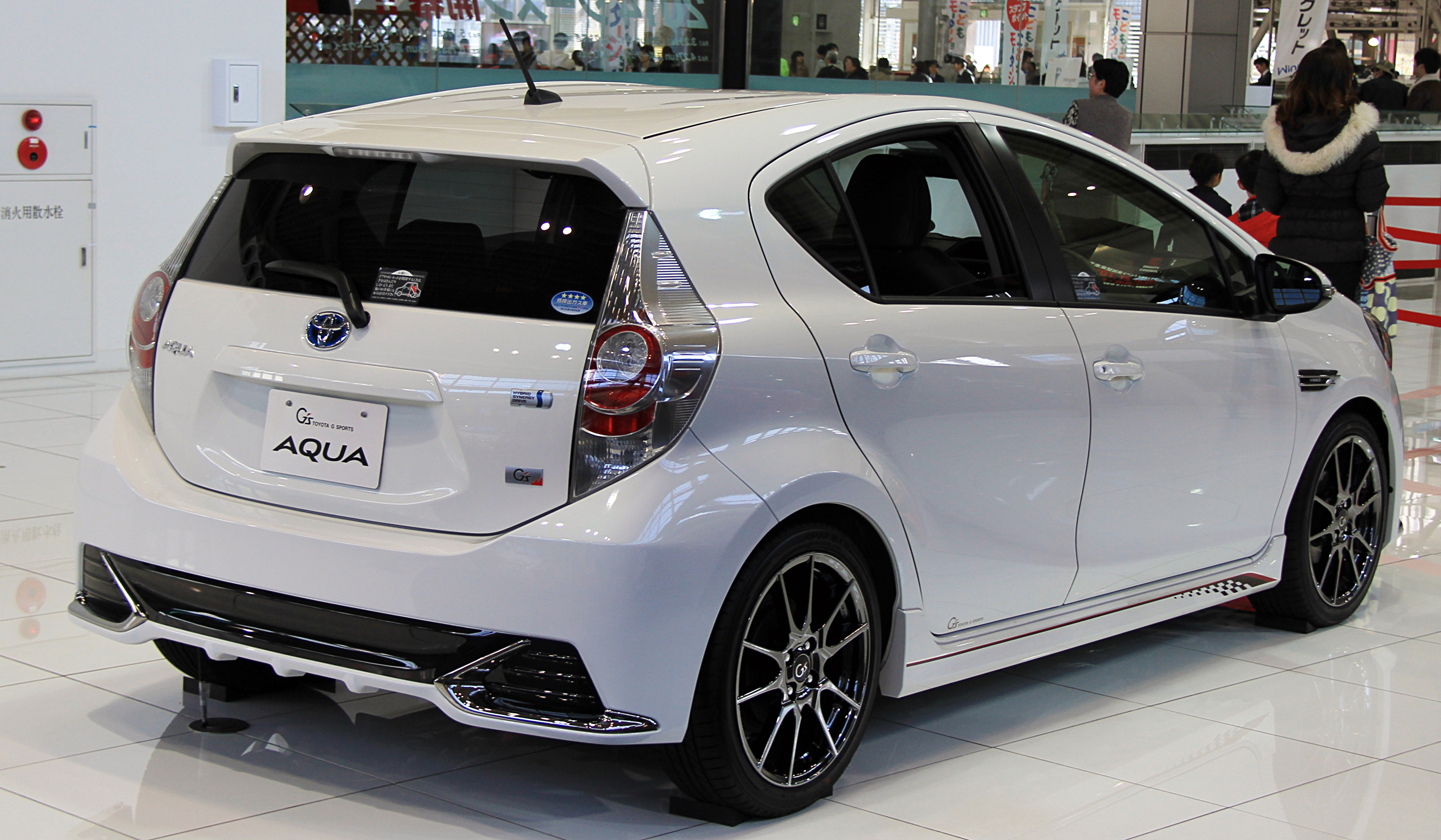
G"G's" リア 2013年12月 - 2014年11月

2014年12月改良型
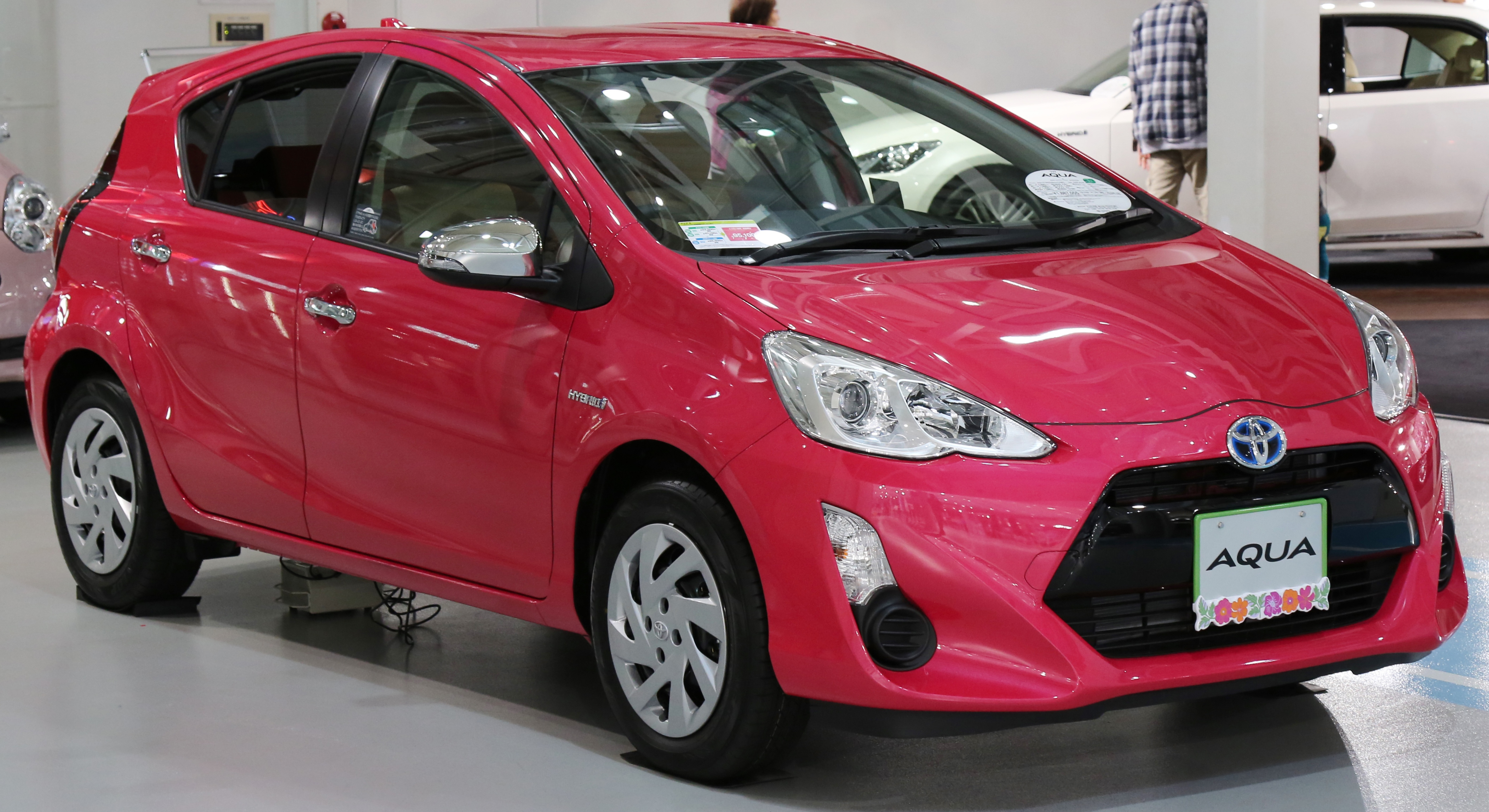
フロント 2014年12月 - 2017年6月
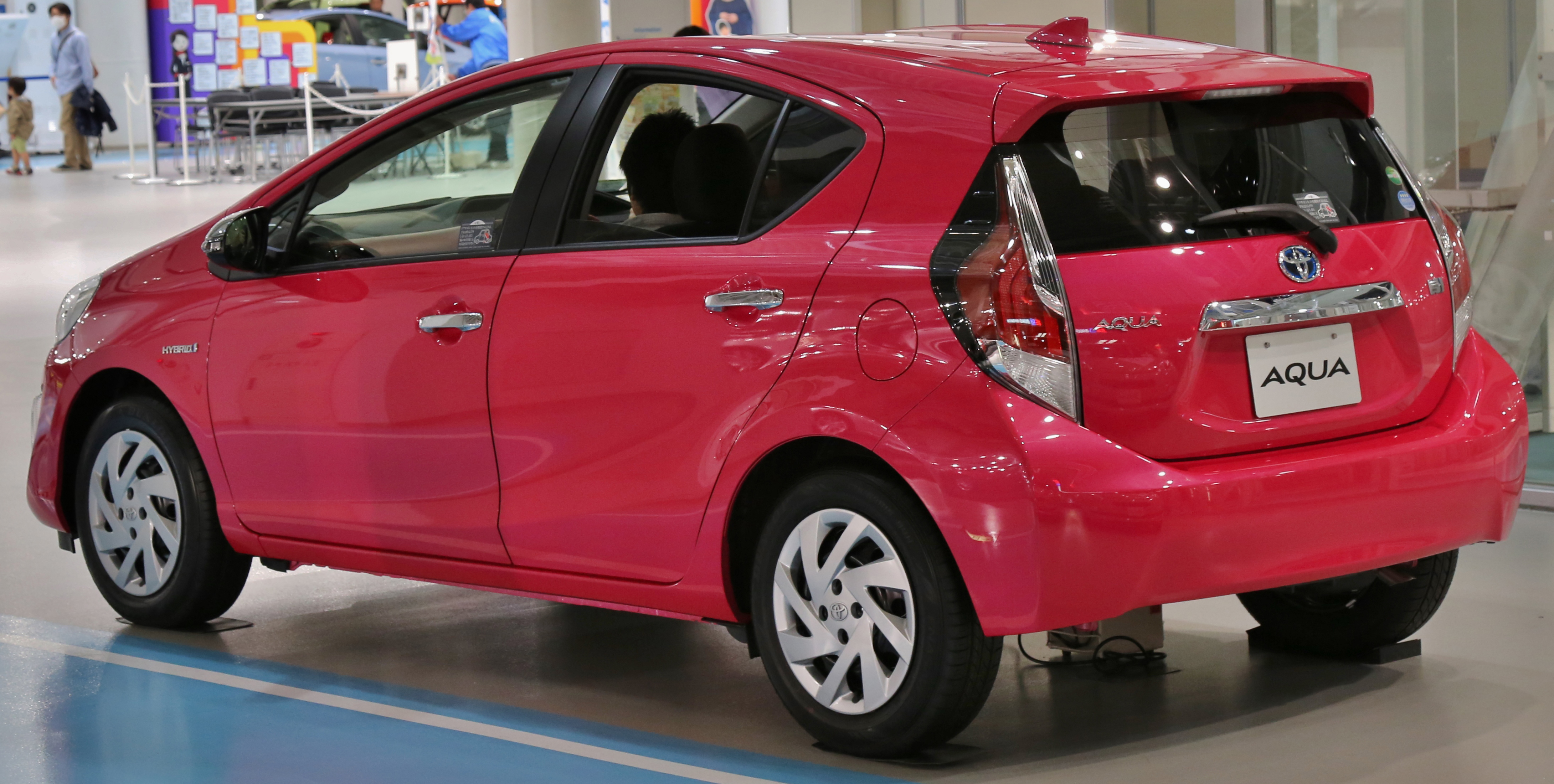
リア 2014年12月 - 2017年6月
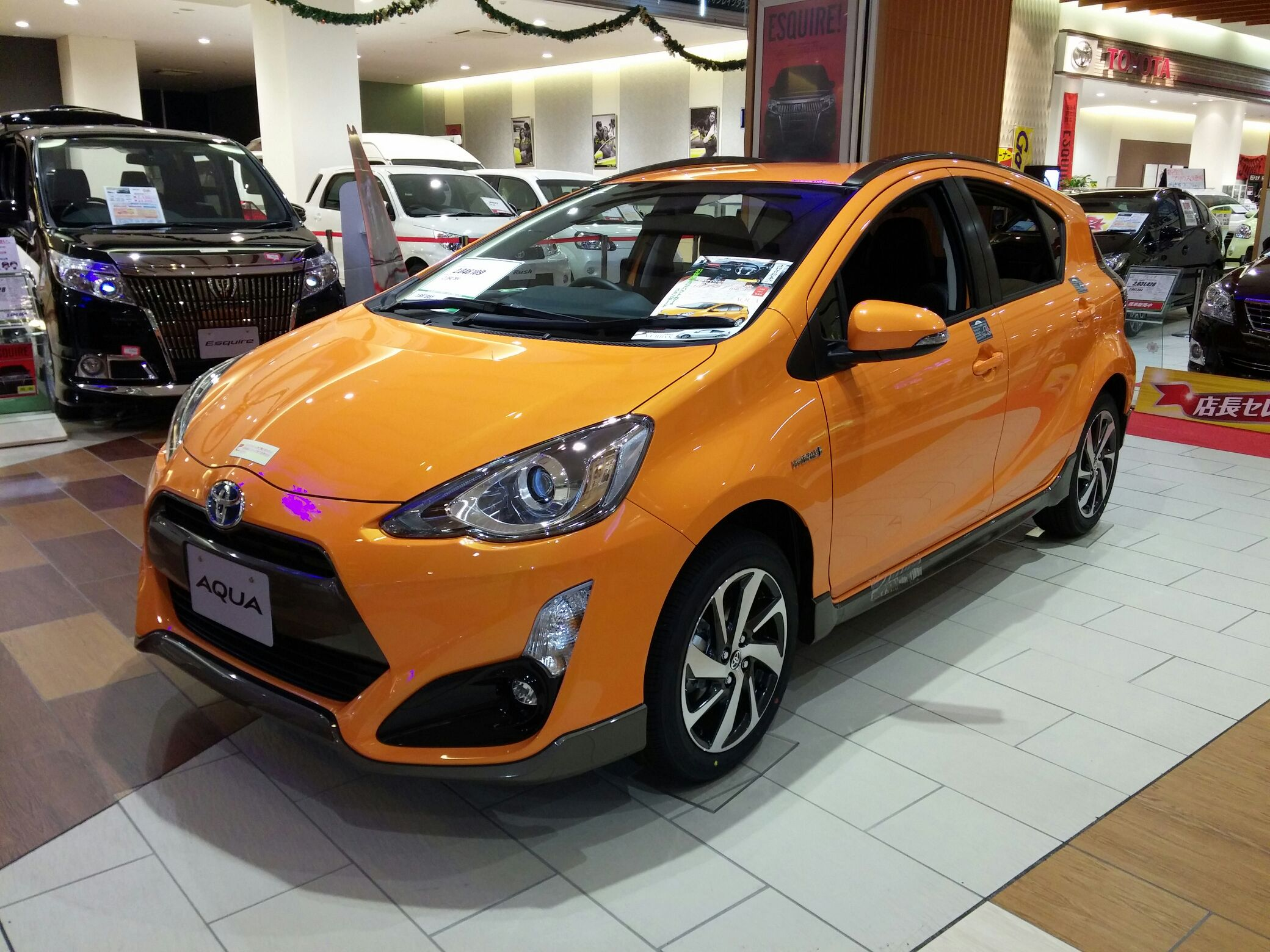
X-URBAN 2014年12月 - 2017年6月
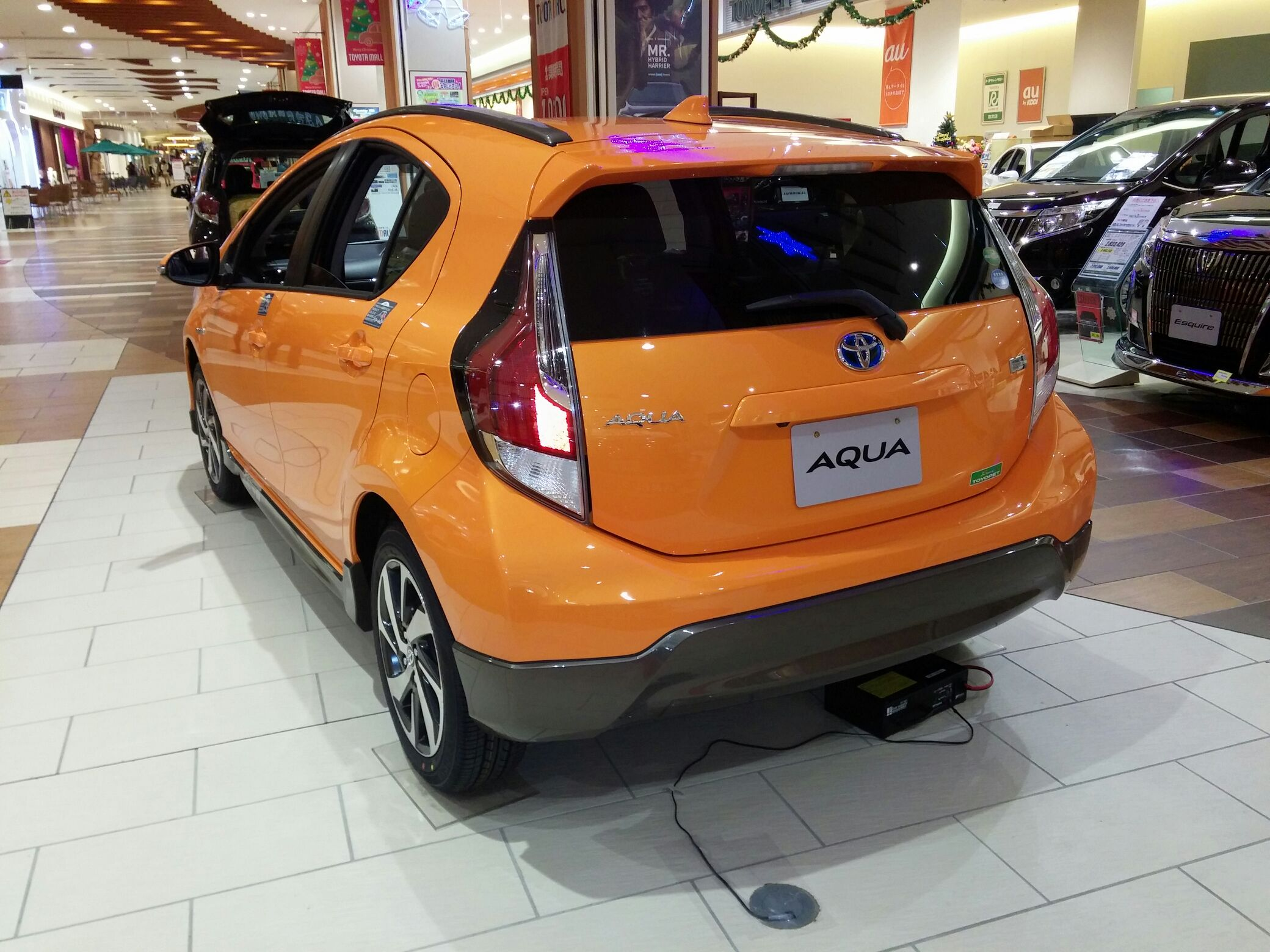
X-URBAN リア 2014年12月 - 2017年6月
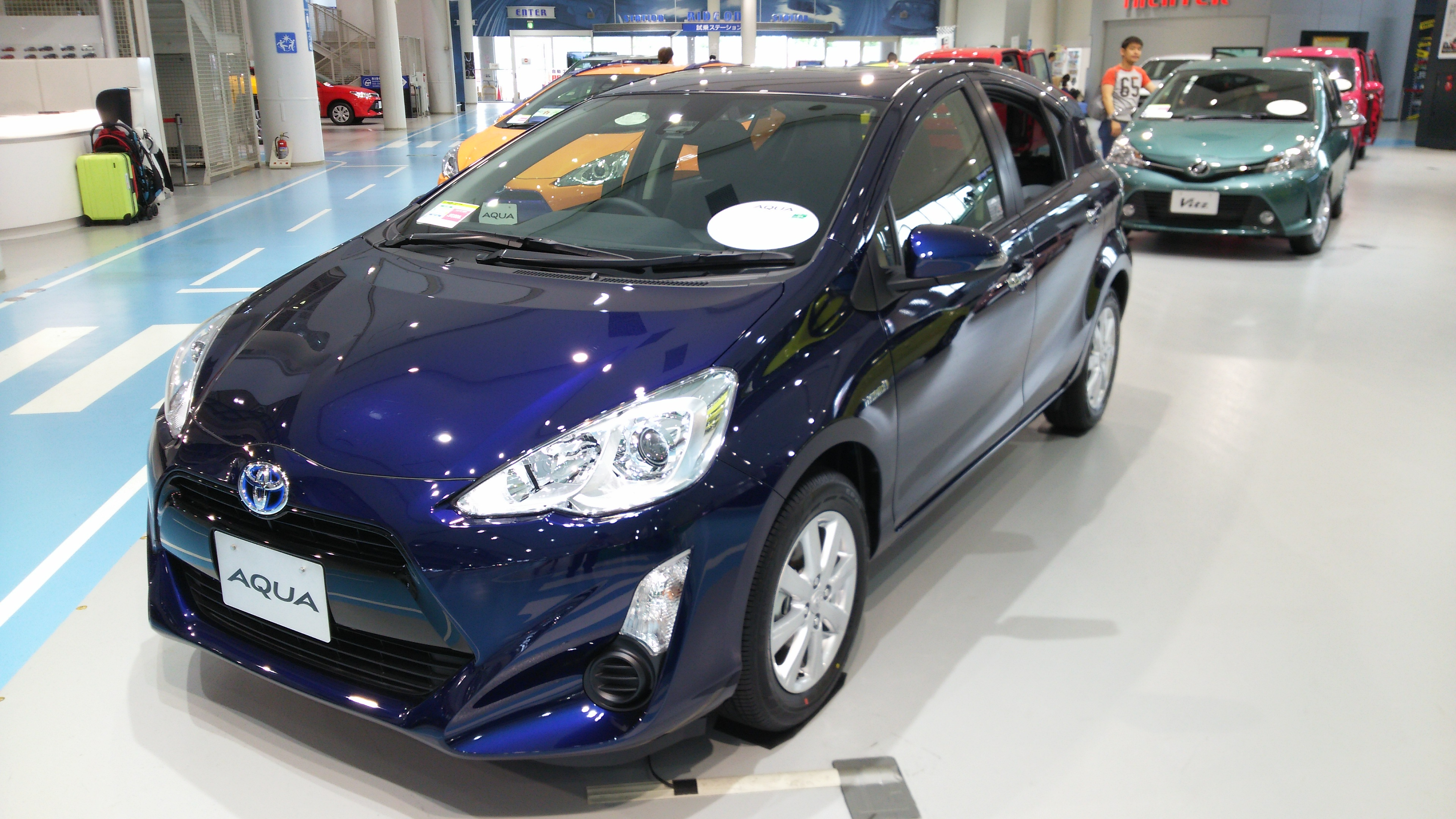
S"Style Black" ダークブルーマイカ 2016年5月 - 2017年6月
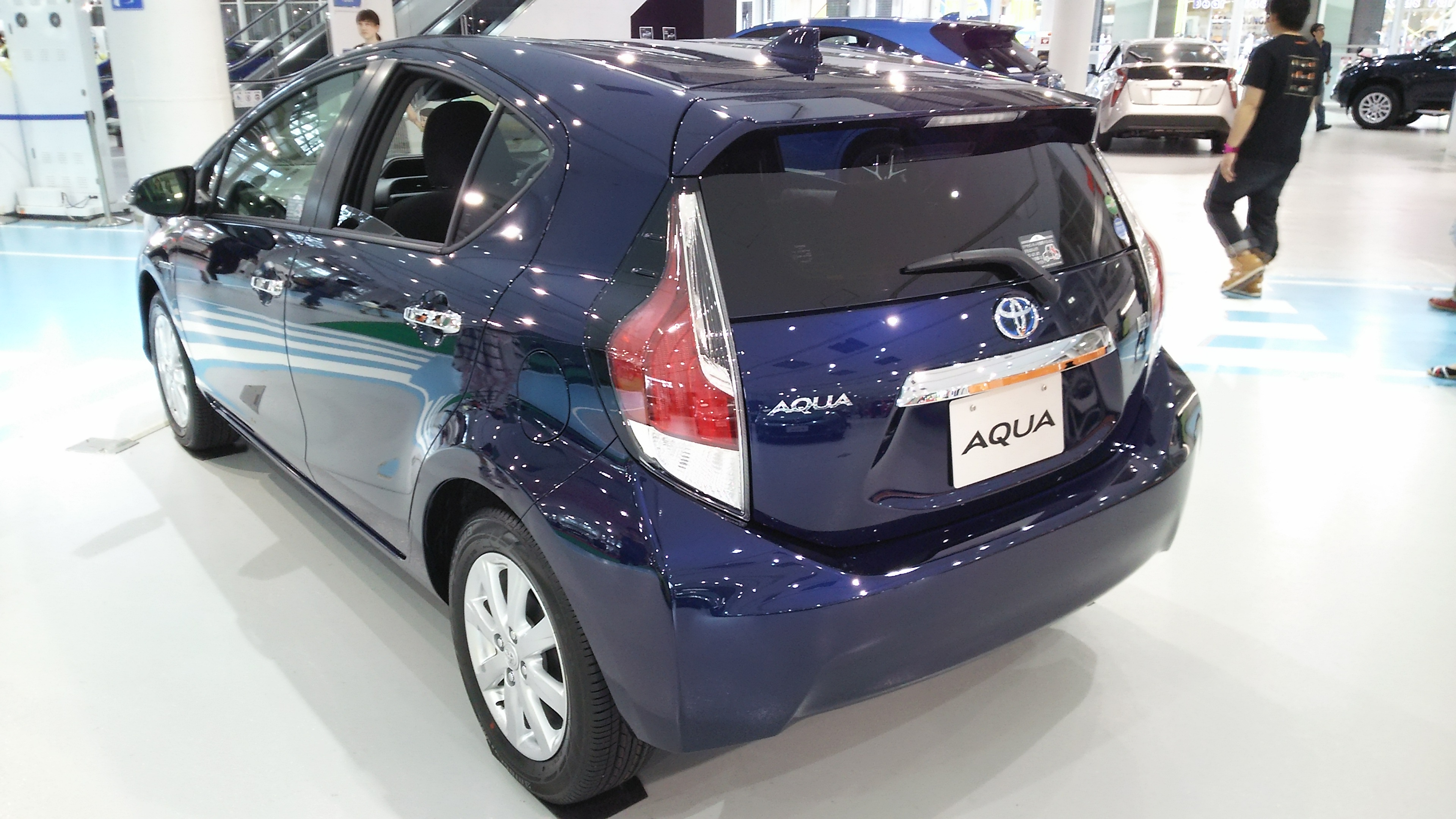
S"Style Black" ダークブルーマイカ リア 2016年5月 - 2017年6月
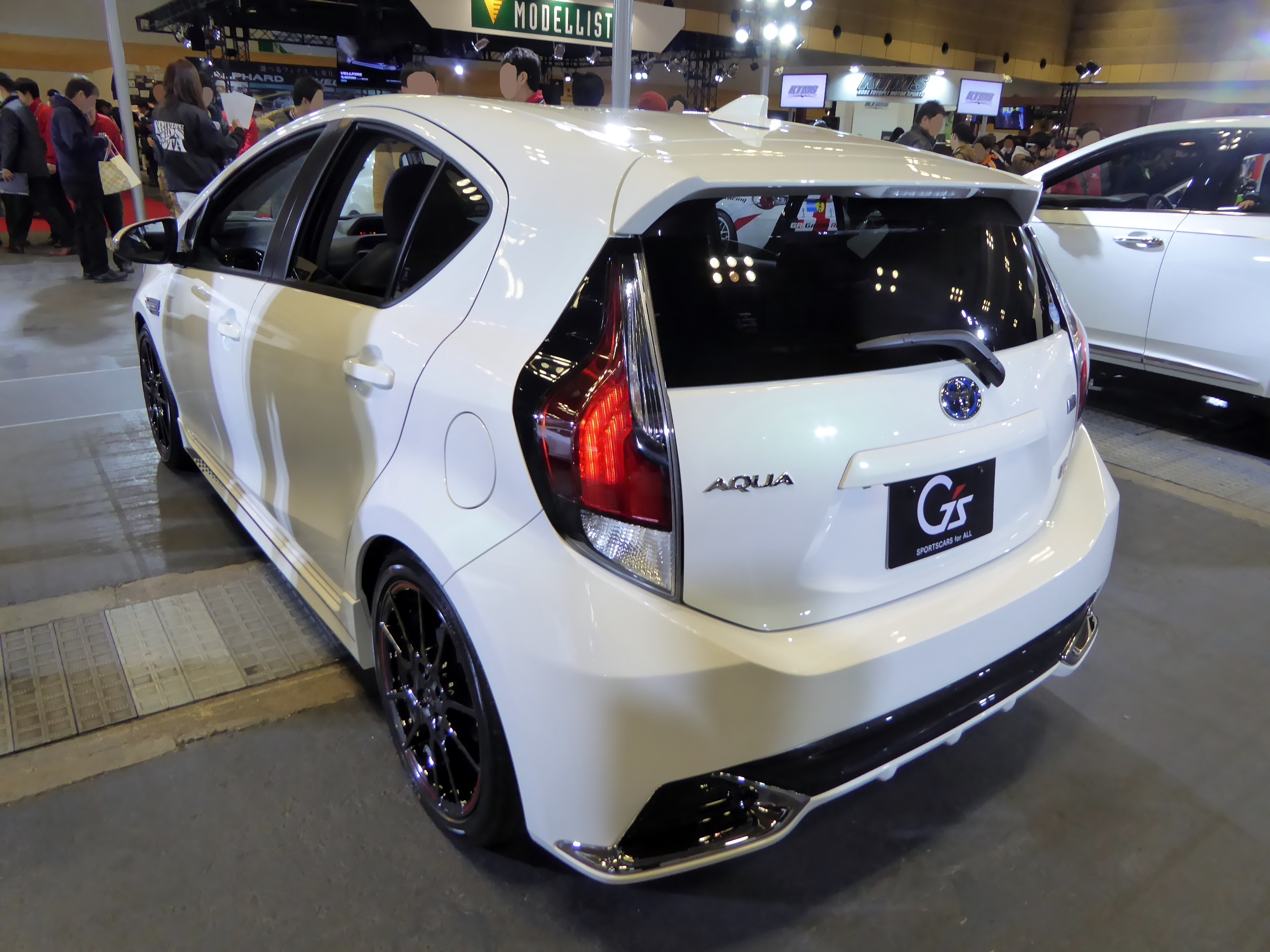
G"G's" リア 2014年12月 - 2017年6月

- 2017年6月改良型
- Crossover
2017年6月 - 2021年7月
- Crossover リア
2017年6月 - 2021年7月
- G"GR SPORT・17インチパッケージ"
2017年11月 - 2021年7月
- G"GR SPORT・17インチパッケージ" リア
2017年11月 - 2021年7月
- 北米仕様「プリウスc」

## 2代目 MXPK1#型（2021年 - ）

### メカニズム

#### パッケージング
TNGAの導入により、シャシー（車台）は4代目ヤリスシリーズにも採用されているGA-Bプラットフォームへ刷新。ホイールベースは50 mm拡大され、リアシートの居住空間や荷室空間が拡大された。
また、空間効率を高めるためシフトレバーはフロアシフトからインパネシフトに変更され、パーキングブレーキはサイドレバー式から足踏み式（フットリリース式）に変更された。
アクセサリーコンセント（AC100 V・1.500 W）をコンソール背面に設置し、停電などの非常時には車両駐車中に設定を行うことで非常用電源としての活用が可能となる非常時給電モードを全車に標準装備とした。アクセサリーコンセント付近には、アース線のある電気製品を接続するアース端子も装備されている。

#### パワートレイン
2代目では初代同様にリダクション（減速歯車）機構付THSIIを踏襲するものの、エンジンは1.5 LダイナミックフォースエンジンのM15A-FXE型に、モーターは1NM型にそれぞれ換装され、初代モデルでは設定されていなかったリアモーターを搭載するE-Four（電気式四輪駆動システム）が設定された。
バッテリーは初代モデル同様ニッケル水素電池だが、集電体の片面に正極、もう一方の面に負極を塗り、複数枚積層させてパックにしたバイポーラ型ニッケル水素電池が世界初採用されている。これは部品点数が少ないシンプルな構造で、通電面積が広く電池内の抵抗が低減されて大電流が一気に流れることで、コンパクト化とバッテリー出力の向上を両立させている。この特性を活かして、ドライブモードスイッチで「POWER+」を選択することで使用できる「快感ペダル」をトヨタ車で初採用した。「POWER+」は加速度が増すとともに、アクセルオフ時の減速度も強くなり、アクセルペダルの操作のみで速度の調整を可能にすることでブレーキペダルとの踏みかえ頻度を減らすことが可能となった。
WLTCモードでの燃料消費率は初代の2020年8月改良モデルよりも大きく向上しており、新設定のE-Fourを含めた全車が2030年度燃費基準優良車（2030年度燃費基準達成）となった。

#### 安全性能
2015年（平成27年）11月に導入された予防安全パッケージ「Toyota Safety Sense」は最新化され、プリクラッシュセーフティは（PCS）交差点（右折時に直進してくる対向車や右左折時に対向方向から横断してくる歩行者）の検知にも対応し、緊急時操舵支援機能と低速時加速抑制機能を追加する改良を行ったほか、車速に応じた車間距離を保ちながら追従走行をアシストするレーダークルーズコントロール（全車速追従機能付）や車線中央を走行するために必要なステアリング操作の一部をアシストするレーントレーシングアシスト（LTA）が搭載され、専用キーでドアを解錠した時に自動で作動し、障害物の有無にかかわらずアクセルの踏みすぎや踏み間違いを検知すると加速が抑制され、警報ブザーとディスプレイの表示でドライバーに注意喚起するプラスサポート（急アクセル時加速抑制）に対応（販売店装着オプション）。
また、パーキングサポートブレーキ（PKSB）は前後方静止物に加え、トヨタ車初となる側方を含めた車両周囲物まで拡大され、車線変更時の後方確認をアシストするブラインドスポットモニターには、車両を止めて降車する際に開けたドアに対して後方からの接近する車両や自転車が衝突する可能性が高いと判断した時にドアミラーに搭載されたLEDインジケーターの点滅とブザーにより注意喚起するトヨタのコンパクトカー初の停車時警報機能を追加。
ヤリスでトヨタ車に初採用された、駐車操作をアシストする高度駐車支援システム「トヨタ チームメイト（アドバンスト パーク）」は、トヨタのコンパクトカーで初となるシフト制御を追加した改良型が採用された（全車にメーカーオプション）。
| 販売期間   | エンジン・電気モーター | 排気量 (cc) | タイプ         | トランスミッション | 最高出力 (kW (PS)/rpm) | 最大トルク (Nm (kgm)/rpm) | 備考                                |
| ---------- | ---------------------- | ----------- | -------------- | ------------------ | ---------------------- | ------------------------- | ----------------------------------- |
| 2021年7月- | M15A-FXE型             | 1,490       | 直列3気筒 DOHC | 電気式無段変速機   | 67 (91) /5,500         | 120 (12.2) /3,800 - 4,800 |                                     |
| 2021年7月- | 1NM型                  | -           | 交流同期電動機 | 電気式無段変速機   | 59 (80)                | 141 (14.4)                | フロントモーター                    |
| 2021年7月- | 1MM型                  | -           | 交流同期電動機 | 電気式無段変速機   | 4.7 (6)                | 52 (5.3)                  | リヤモーター B仕様のみ3.9 kW (5 PS) |
| 2021年7月- | システム最高出力       | -           | -              | 電気式無段変速機   | 85 (116)               | -                         |                                     |

### ラインアップ
基本的なグレードは4代目ヤリスと同じく、最上位モデル「Z」、ミドルモデル「G」、エントリーモデル「X」の3グレードで構成され、それに加え「GR SPORT」も設定されている。
B
| アクア B |  | アクア B |
| アクア B |  |          |

ビジネス向け兼最廉価モデル。2024年4月の一部改良で廃止された。
プッシュボタンスタートシステム（アンサーバック機能付/スマートキー2個付）が装備され、アウトサイドドアハンドルはブラック、UVカット機能付ガラス（リアドア・リアクォーター・バックドア）はグリーン、リアドアウインドウは手動、インストルメントパネルと助手席アッパーボックスはマット塗装+材着、インパネセンタークラスター&ヒーターコントロールパネルとセンターレジスターはマット塗装となり、タイヤ・ホイールは2WDは14インチ、E-Fourは15インチとなるほか、ウォッシャー連動間欠リアワイパー（リバース連動機能付）は寒冷地仕様とのセットオプション設定となる。また、WLTCモードにおける燃料消費率が2WDで35.8 km/Lと燃費性能に優れたモデルだった。
ボディカラーは初代の「L」同様、スーパーホワイトII、シルバーメタリック、ブラックマイカの3色のみの設定となる。
X
| アクア X |  | アクア X |
| アクア X |  |          |

エントリーモデル。「B」の装備内容に、ウォッシャー連動間欠リアワイパーと回転式アシストグリップ（フロント1・リア2、リアはコートフック一体型）が装備され、プッシュボタンスタートシステムがスマートエントリー（運転席・助手席・バックドア/アンサーバック機能付）&スタートシステム（スマートキー2個付）となり、アウトサイドドアハンドルはボディー同色に、UVカット機能付ガラスはプライバシーガラスに、リアドアウインドウはパワー（リアドアワンタッチ式/挟み込み防止機構付）に、インストルメントパネルと助手席アッパーボックスはピアノブラック加飾+材着に、センターレジスターがシルバー加飾へ変更され、タイヤ・ホイールは2WD車も15インチにサイズアップ。パッケージオプションの「コンフォートパッケージ」の装着が可能となる。
本グレードからボディカラーは白系はプラチナホワイトパールマイカ（メーカーオプション）となり、シルバーメタリックとブラックマイカ以外の6色も設定可能となる。
G
| アクア G |  | アクア G |
| アクア G |  |          |

ミドルモデル。「X」の装備内容に、パーキングサポートブレーキ（前後方静止物）、バックガイドモニター、フードサイレンサー、センターアームレスト（フロント:合成皮革オーナメント&ステッチ/コンソールボックス付、リア:カップホルダー2個付）、「ナノイーX」が装備され、グリルモールがペールゴールド塗装に、3本スポークステアリングホイールが本革巻き+シルバー塗装に、エレクトロシフトマチックがサテンメッキ加飾に、フロントドアトリムとフロントコンソール（スライド式スマホトレイ/カップホルダー2個付）がピアノブラック塗装に、サイドレジスターがシルバー加飾に、インサイドドアハンドルがサテン調加飾となり、インストルメントパネル・フロントドアトリム・助手席アッパーボックスに合成皮革オーナメント&ステッチが施され、UVカット機能付グリーンガラスはウインドシールドが高遮音性に、フロントドアはスーパーUVカット・IR〈赤外線〉カット機能付に、シート表皮が上級ファブリックに、フロントシートがヘッドレストセパレート型にそれぞれグレードアップされる。
パッケージオプションの「コンフォートパッケージ」は「X」同様に設定されるが、一部装備が標準となるため価格が「X」よりも割安に設定され、合成皮革+ストライプ柄ファブリックシート表皮・運転席6ウェイパワーシート（前後スライド+リクライニング+シート上下）・シートヒーター（運転席・助手席）・ステアリングヒーターで構成された「合成皮革パッケージ」の設定も可能となる。
Z
| アクア Z |  | アクア Z |
| アクア Z |  |          |

最上位モデル。「G」の装備内容に、15×6Jアルミホイール（センターオーナメント付）とLEDフロントフォグランプが装備され、グリルガーニッシュがピアノブラック塗装に、ウォッシャー連動間欠フロントワイパーが時間調整式に、インストルメントパネル・助手席アッパーボックス・フロントコンソールがスモーキーブロンズ加飾となり、ヘッドランプはフルLED仕様（Bi-Beam LEDヘッド+LEDターン+LEDクリアランス(デイタイムランニングライト機能付)）に、リアコンビネーションランプのLEDテールランプがライン発光タイプにそれぞれグレードアップされ、ディスプレイオーディオはトヨタ製コンパクトカーでは初採用となる10.5インチに大型化。USB端子は通信用のtype-Aに加え、充電用のtype-Cも装備される。
パッケージオプションの「合成皮革パッケージ」を設定した場合、内装色が専用色のCOZY（ブラック×ダークネイビー）となる。
GR SPORT
| アクア GR SPORT |  | アクア GR SPORT |
| アクア GR SPORT |  |                 |

スポーティモデル。2代目へのフルモデルチェンジに伴って一旦終売となったが、2022年11月の一部改良に合わせて復活した。
専用剛性アップパーツとしてフロア下2ヶ所にブレース（トンネルブレース）、リアバンパーにリンフォースをそれぞれ追加。サスペンションにチューニングが施され、フロントはアブソーバー特性やコイルスプリングに専用チューニング、スタビライザーの特性変更、専用バウンドストッパーの追加、ロアアームのブッシュ特性の変更、リアはコイルスプリングやショックアブソーバーがチューニングされ、締結ボルトを変更。電動パワーステアリングにも専用制御が行われた。
フロントフェイスはバンパーが専用形状となり、バンパーサイドまで回り込む形でロア加飾バーを配置。「GR SPORT」の特徴である「ファンクショナルマトリックスグリル」は"G"をモチーフとした六角形のメッシュ形状を車両を中心にしてアシンメトリーに配置され、三角形部分を光が反射する角度で造形。リアバンパー下部はハの字のリアバンパーガーニッシュでブラックアウトされ、Gメッシュのテクスチャーが配された。また、ドア下部のロッカーには専用のモールディングが装備され、タイヤは205/45R17（POTENZA RE050A）を、アルミホイールは切削光輝+ブラック塗装・センターオーナメント付の専用17インチを採用し、フロントブレーキキャリパーはGRロゴ入りの赤色塗装とした。
内装は表皮にセーレンの「エアヌバック」と合成皮革を採用したスポーティーシートを、ステアリングホイールは専用本革3本スポークがそれぞれ採用され、いずれにもGRロゴを装着。アルミペダルや専用コンソールオーナメントも採用された。
ボディカラーは初代モデルからブラックマイカのみを引き継ぎ、赤系はスーパーレッドVからエモーショナルレッドII（メーカーオプション）に、パール系（メーカーオプション）はホワイトパールクリスタルシャインからプラチナホワイトパールマイカにそれぞれ入れ替え、「GR SPORT」専用のダークグレーを追加した計4色と、新たに2トーン2色（ダークグレーと組み合わせたプラチナホワイトパールマイカ、エモーショナルレッドII）が設定された（メーカーオプション）。

### 年表
2021年7月19日
アクア初のフルモデルチェンジを発表し、同日より発売された。キャッチフレーズは「どんな人にも、どんな時でもいい。」で、CMソングはyuiがカバーしたSUPERCARの「Strobolights」。
ボディカラーは初代（2020年8月改良モデル）からスーパーホワイトII（「B」専用色）、シルバーメタリック、ブラックマイカの3色を踏襲。パール系（メーカーオプション）はホワイトパールクリスタルシャインからプラチナホワイトパールマイカに、赤系はスーパーレッドVからエモーショナルレッドII（メーカーオプション）にそれぞれ入れ替え、クリアベージュメタリック（新規開発色）、ブラスゴールドメタリック、アーバンカーキ、ダークブルーマイカメタリックを追加した。
2022年11月29日
一部改良を行うとともに、初代モデルに設定されていた「GR SPORT」が2代目モデルへフルモデルチェンジされ発売された。
ボディカラーは「X」・「G」・「Z」専用色としてポップオレンジクリスタルシャイン（メーカーオプション）が追加設定され、「Z」にはダークグレーと組み合わせたツートーン4色（クリアベージュメタリック、アーバンカーキ、プラスゴールドメタリック、ポップオレンジクリスタルシャイン）も追加された（メーカーオプション）。また、「Z」は内装色のバリエーションにFUN（ブラック×オレンジ）を追加。本仕様を選択した場合はファブリックがチェック柄となり、インストルメントパネル、助手席アッパーボックス、フロントコンソールがオレンジ加飾となる。また、ドライブレコーダー付の自動防眩インナーミラーを全車にメーカーオプション設定された。
2024年4月3日
一部改良を行い、特別仕様車「Z"Raffine"」が発表された（「Z"Raffine"」は同日より注文受付開始、8月上旬以降の発売）。
一部改良では装備面で強化され、「Z」はブラインドスポットモニター（停車時警報機能付）[BSM]、パーキングサポートブレーキ（前後方静止物+後方接近車両）、パノラミックビューモニターの3点が標準装備され、パーキングサポートブレーキ（前後方静止物）は「X」にも標準装備された。また、従来はメーカーオプション設定だった自動防眩インナーミラー（ドライブレコーダー付）を「G」、「Z」、「GR SPORT」に標準装備された。なお、リアに装着されているハイブリッドシンボルマーク（HYBRID SYNERGY DRIVE）は“BEYOND ZERO”タイプの「HEV」エンブレムへ変更された。最廉価モデルの「B」は廃止された。
「Z"Raffine"」は「Z」をベースに、外観はツートーンルーフを採用するとともに、カラードドアミラー、カラードアウトサイドドアハンドル、リアルーフスポイラーをルーフカラー共通色に、グリルモールとアルミホイールはブロンズ（グリルモールはメタリック塗装）にそれぞれ変更。内装でもインストルメントパネル、フロントコンソール、助手席アッパーボックスをブロンズメタリック塗装に変更した。ボディカラーは既存のダークグレー×クリアベージュメタリック、ダークグレー×アーバンカーキに、特別設定色となるブラックマイカ×ダークグレーの3色が設定される。

## 車名の由来
ラテン語で「水」を意味する。水の持つ「透明感あるクリーンなイメージ」や「誰もが必要・大切にするイメージ」を連想させるとともに、水の様に自由な広がりを持つことで従来のハイブリッドカーのイメージにとらわれることなく、より広く楽しまれることを願って命名された。また、「プリウスC」の"C"は「City」の頭文字。

## モータースポーツ

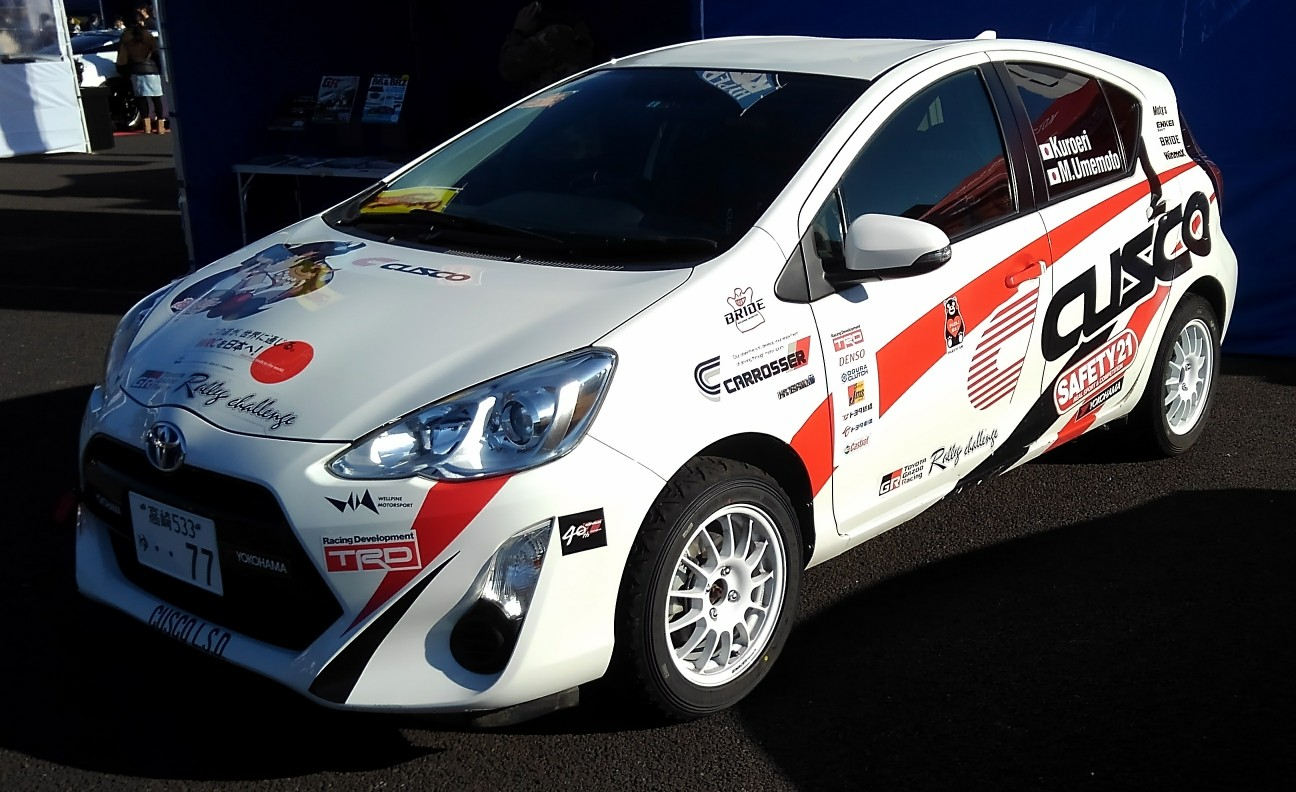
梅本まどかがナビゲーターとして搭乗したCJRTのアクア

ラリー入門者向けのシリーズであるTOYOTA GAZOO Racing ラリーチャレンジではヴィッツ同様にアクア専用のクラスが存在し、俳優の哀川翔やSKE48の梅本まどからが参戦している。
またエコカーカップでもアクアのクラスが存在し、多数の参加者を集めている。